# Zweifall
Zweifall ist seit 1972 der südlichste Stadtteil der nordrhein-westfälischen Stadt Stolberg (Rhld.) in der Städteregion Aachen im Regierungsbezirk Köln. Vor der Eingemeindung nach Stolberg hatte Zweifall eine durchaus eigenständige, wenngleich mit unterschiedlichen Territorialzugehörigkeiten verbundene Geschichte.

## Geografie

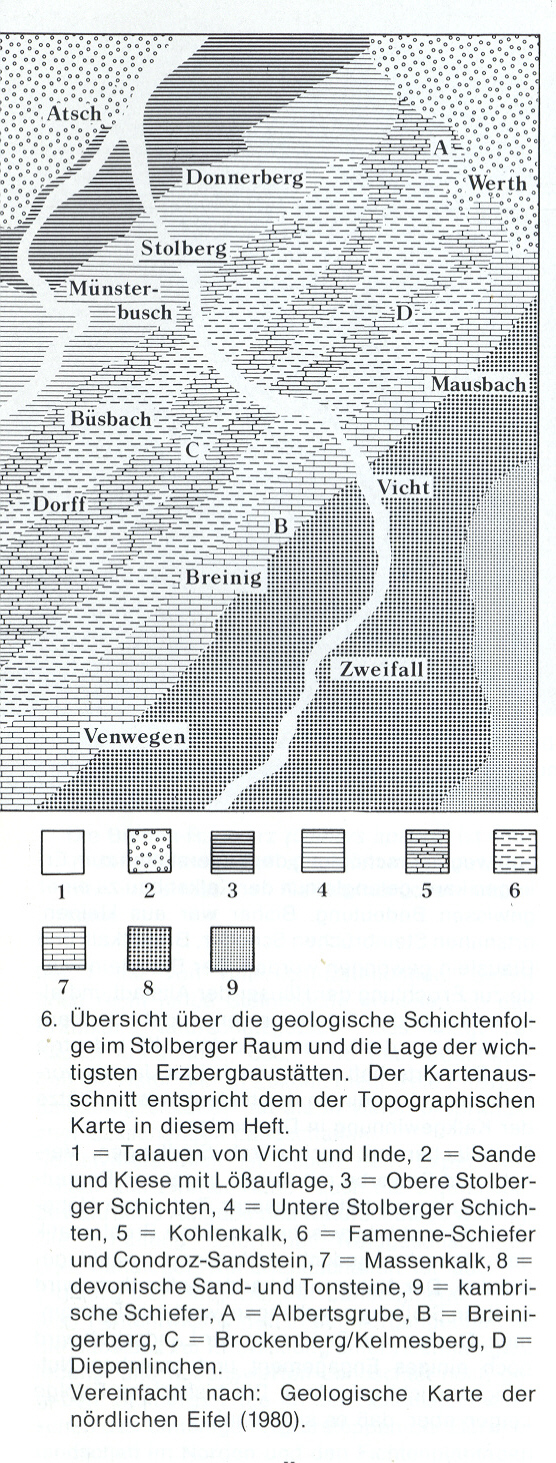
Geologie des Vichttales

Zweifall liegt in einem Talkessel am Zusammenfluss des Vicht- und des Hasselbachs. Naturräumlich gehört es zum Hohen Venn (Nördliche Vennabdachung, Ordnungsnummer 283.1) und ist Teil des Naturparks Nordeifel. Seine Nachbarorte sind Breinig im Westen, Vicht im Norden und Roetgen-Mulartshütte im Südwesten. Zwischen Zweifall und Vicht liegen wie unabhängige Ortsteile anmutende, ehemalige Reitwerke wie Junkershammer und die heute zum Stolberger Ortsteil Vicht gehörenden Platenhammer und Neuenhammer.
Finsterau ist eine südwestlich des Kernortes, an der Straße nach Mulartshütte gelegene Siedlung, die sich unmittelbar am östlichen Ufer des Vichtbachs befindet.

## Geologie, Hydrologie und Bodenbeschaffenheit
Die Gegend um Zweifall ist geologisch von devonischen Sand- und Tonsteinen geprägt. Unter diesen devonischen Gesteinen befindet sich der so genannte Vichttaler Eisenstein, der für die wirtschaftsgeschichtliche Entwicklung des Ortes von Bedeutung werden sollte (siehe weiter unten). Darunter versteht man Sand-, Ton- und Siltsteine mit einem hohen Gehalt an Eisenoxiden und -hydroxiden sowie geringen Anteilen von Limonit und Hämatit.
- Siehe auch Geologie in Stolberg (Rhld.)

Deutlich sichtbar wird das Gebiet von der Vicht, dem Hasselbach, dem Solchbach und ihren Zuflüssen bestimmt. Der Wasserreichtum und das starke Gefälle der Wasserläufe, durch das eine entsprechende Energie gewonnen werden konnte, waren weitere Voraussetzungen für die Entwicklung der Zweifaller Industrie. Die Bodenqualität des ursprünglich geschlossen bewaldeten Gebiets, dessen landwirtschaftliche Nutzflächen mühsam durch Rodung gewonnen werden müssen, ist eher dürftig, die Talauen sind zum Teil versumpft. Es dominiert Weideland, Ackerbau ist nur auf wenigen Flächen möglich.

## Geschichte und Etymologie

### Vor- und Frühgeschichte
Vereinzelte Funde von Steinbeilen an verschiedenen Stellen im Ortsgebiet (Krebsberg, Kirchhardt und „auf dem Werk“) weisen auf die Anwesenheit von Menschen schon im Spätneolithikum und Endneolithikum, wenngleich hierbei noch nicht von Ansiedlungen ausgegangen werden kann. Vermutlich handelt es sich bei diesen Funden um die Hinterlassenschaften von Jägern, die in der Gegend aktiv waren. Für die Metallzeit wurden Siedlungen – beispielsweise in Form von Fliehburgen wie im nahegelegenen Schevenhütte – postuliert, konnten aber bislang nicht archäologisch nachgewiesen werden. Aus römischer Zeit ist eine Villa rustica mit einer rund 23 Meter langen und 19 Meter breiten Umfassungsmauer bekannt, die 1883 auf der Kirchhardt ausgegraben wurde. In ihrer Nähe gefundene Schlackenreste sprechen für einen frühen Verhüttunsgbetrieb. Als Terminus post quem kann bei diesem Fundkomplex eine Silbermünze des Antoninus Pius (138–161) dienen.

### Etymologie
Die Herkunft des Ortsnamens und seiner älteren Schreibweisen (Tzwyvel, Zweyfell, Zwyfall und zahlreiche andere) ist ungeklärt und umstritten. Er könnte im Zusammenhang mit den Bachverläufen stehen, die spätestens seit dem Mittelalter und bis weit in die Neuzeit hinein auch immer als Grenzmarkierungen dienten, und sich dabei auf das Wort „Zweifel“ beziehen. Zum einen trennte die Vicht die Besitzungen der Reichsabtei Kornelimünster (das so genannte Münsterländchen) vom Territorium der Grafen und späteren Herzöge von Jülich. Innerhalb des Jülicher Gebietes wiederum markierte der Hasselbach die Grenze zwischen dem Amt Montjoie (Monschau) und der Wehrmeisterei. Eine Theorie der Heimatforschung besagt nun, dass der Name daher komme, dass die frühen Bewohner des Ortes aufgrund dieser Grenzsituation ständig im Zweifel gewesen wären, in welcher Zuständigkeit sie sich gerade befunden, bzw. wohin sie ihre Abgaben zu entrichten hätten. Eine weitere heimatkundliche Theorie geht davon aus, dass der erste eisenverarbeitende Betrieb sich dort befunden habe, wo Vicht und Hassel zusammengefallen seien. Dagegen spricht jedoch der Umstand, dass das älteste Werk, der sog. Alte Hammer, sein Wasser nachgewiesenermaßen ausschließlich aus dem Hasselbach bezog.

### Geschichte

#### Mittelalter und Neuzeit

Froeg der Herlichkeit Munster. Seite aus den Grenzbeschreibungen der Reichsabtei Kornelimünster mit der Erwähnung Zweifalls im zweiten Absatz.

Urkundlich wird Zweifall zum ersten Male im Laufe des 13. Jahrhunderts sowohl in den Grenzbeschreibungen als auch im Waldbuch der Reichsabtei Kornelimünster erwähnt. Es wurde lange angenommen, dass der Ursprung des Ortes laut einer Chronik des Klosters Reichenstein in einem eisenerzeugenden oder eisenverarbeitenden Hüttenbetrieb des 13. Jahrhunderts, einem so genannten Reitwerk bestehen könnte. Die Datierung auf das 13. Jahrhundert wird jedoch auch bezweifelt, da zum einen die Genauigkeit der literarischen Quelle fraglich sei und zum zweiten grundsätzlich von einem Beginn der vorindustriellen Eisenerzeugung und -bearbeitung im Vichttal erst ab der ersten Hälfte des 14. Jahrhunderts ausgegangen werden könne. Man müsse daher die Anfänge Zweifalls eher auf das Ende des 14. oder den Beginn des 15. Jahrhunderts datieren. Bei dieser ersten gewerblichen Ansiedlung handelt es sich wahrscheinlich um das Hüttenwerk am Zusammenfluss von Hasselbach und Vicht, das später „Alter Hammer“ genannt wurde, was sich als Flurname bis heute erhalten hat. Der „Alte Hammer“ war, zuletzt im Besitz der Familie Hoesch, bis zum Ende des 18. Jahrhunderts kontinuierlich in Betrieb und wurde 1806 noch einmal für wenige Jahre reaktiviert.

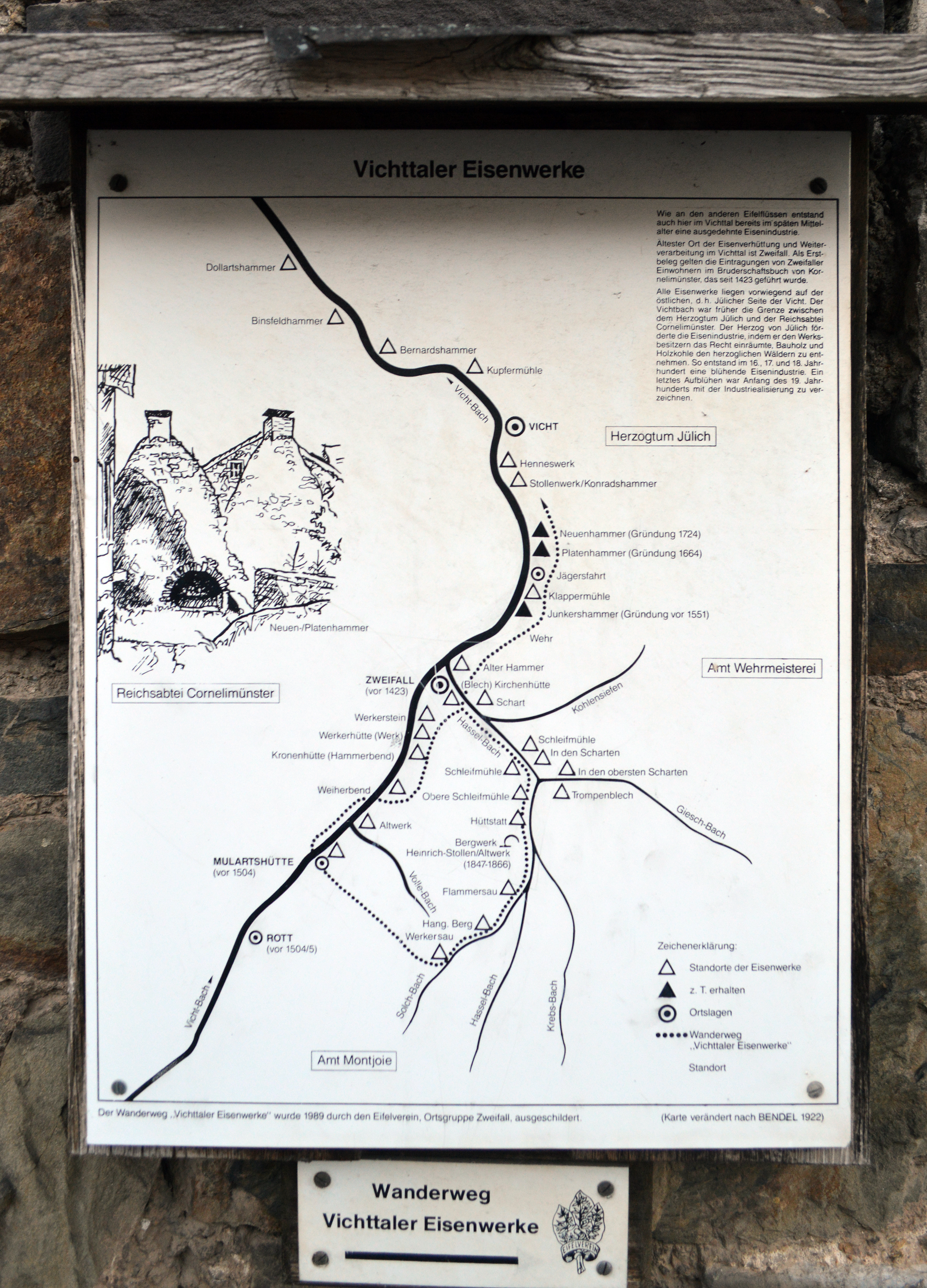
Übersichtskarte der Eisenwerke im Vichttal

Zu dem „Alten Hammer“ gesellten sich bald weitere Hämmer und Reitwerke, einhergehend mit einer entsprechenden Wohnbebauung. Zu erwähnen sind hier namentlich, der Klapperhammer, die Mulartshütte im oberen Vichttal, die 1504 erstmals urkundlich erwähnt wird und aus der sich später die eigenständige Ortschaft gleichen Namens entwickeln sollte, die sich heute auf dem Territorium der Gemeinde Roetgen befindet. Ferner das Alte Werk oder Altwerk, die Cronenhütte auf dem Hammerbend, die Werkerhütte, die Kirchenhütte auf dem Grund der heutigen katholischen Kirche, über die allesamt kaum etwas bekannt ist, sowie die noch sichtbaren und gut beurkundeten Anwesen Junkershammer im nördlichen Vichttal, Plattenhammer und Neuenhammer, von denen sich die beiden letztgenannten heute auf dem Gebiet des Stolberger Stadtteiles Vicht befinden. Weitere Reitwerke können aufgrund der Flurnamen (Trompesblech, Hüttstatt, Flammersau, Werkersau) zwar angenommen werden, entziehen sich aber urkundlicher Grundlagen oder baulicher Hinterlassenschaften im Gelände.
Grundlage dafür, dass sich in Zweifall wie im gesamten Vichttal schon früh eine Wirtschaft mit eisenerzeugendem und eisenverarbeitendem Schwerpunkt entwickeln konnte, waren die naturräumlichen Gegebenheiten (siehe oben). Der anstehende, Eisenoxid und -hydroxid enthaltende, so genannte Vichttaler Eisenstein lieferte das Erz, die den Ort umgebenden dichten Wälder ermöglichten die Herstellung der notwendigen Holzkohle, mit der Wasserkraft der Vicht schließlich konnten die Hämmer betrieben werden.
Kirchlich gehörte Zweifall zur Pfarre Konzen. Erst 1521 erhielt der Ort eine eigene Kirche. Nach der Reformation wurde diese Kirche zwar 1548 von den Lutheranern okkupiert, jedoch bereits 1553 den Katholiken durch den Monschauer Amtmann zwangsweise zurückerstattet. Der seit 1611 residierende Amtmann Oberst von Kettler vertrieb seinerseits wieder die Katholiken und Lutheraner und übertrug die Kirche den Reformierten. Diese Episode endete jedoch schon 1622, als die Gegend von spanischen Truppen besetzt wurde, die in der Folgezeit alle Formen des Protestantismus unterdrückten. Die unruhigen Zeiten endeten erst mit dem Religionsvergleich von 1672. 1683 wurde dann in Zweifall eine eigenständige protestantische Kirche errichtet, die eine der ältesten originär evangelischen Kirchen der Region ist.

#### Moderne
Verwaltungstechnisch gehörte Zweifall bis zum Ende des 18. Jahrhunderts mit dem Teil, der östlich des Hasselbaches und der Vicht lag, zum Amt Wehrmeisterei, mit dem anderen Teil zum Amt Monschau (Montjoie) im Herzogtum Jülich. Während der französischen Besatzungszeit (1794–1814) war es ab 1794 zunächst eine eigenständige Mairie im Département de la Roer, bevor es zusammen mit Mulartshütte 1799 der Mairie Lammersdorf angegliedert wurde. In dieser Zeit kam es zu Schatzungen und Zwangsrekrutierungen. Von Nachfolgern der Limburgischen Bockreiter wurde der Ort um 1795 überfallen. Unter der folgenden preußischen Besetzung bildete der Ort ab 1816 zunächst eine Gemeinde mit Mulartshütte und eine Bürgermeisterei mit Lammersdorf. 1850 wurde Lammersdorf wieder abgetrennt und Zweifall eigenständige Bürgermeisterei, bevor es 1862 mit Roetgen zu einer Bürgermeisterei zusammengelegt wurde, wobei der Amtssitz nach Roetgen kam.
In den 1920er und 1930er Jahren verdingte sich ein großer Teil der erwerbstätigen Bevölkerung Zweifalls in den Industriebetrieben Stolbergs. Dies führte in der Weimarer Republik zu einer relativ starken Präsenz linker Parteien. Darüber hinaus hatte der den Ort traditionell prägende Katholizismus für eine starke Position des Zentrums gesorgt. Doch auch in Zweifall ließ sich der Aufstieg des Nationalsozialismus nicht aufhalten. So kam es 1929 zu der ersten Mitgliedschaft eines Zweifaller Bürgers in der NSDAP, eine Abteilung der SA bildete sich 1932, doch erst 1933 konnte die Partei eine eigene Ortsgruppe im Dorf realisieren. Die Parteiämter konzentrierten sich in den Händen von zwei bis drei Familien des Dorfes, und so verteilten sich auch die Positionen in der Verwaltung, in der nach der so genannten Machtergreifung entsprechende personelle Wechsel erzwungen wurden. Sukzessive erfasste die Gleichschaltungswelle das gesamte Vereinsleben. Juden, Sinti oder Roma, die von der nationalsozialistischen Gewaltherrschaft besonders hätten betroffen werden können, lebten zu dieser Zeit nicht in Zweifall. Es wird jedoch berichtet, dass zwei Homosexuelle verschleppt worden seien, von denen einer nicht zurückkehrte.
Der Bau der nahe gelegenen Rurtalsperre und Kalltalsperre, der NS-Ordensburg Vogelsang und des Westwalls wirkten sich positiv auf den lokalen Arbeitsmarkt aus und führten darüber hinaus auswärtige Arbeitskräfte heran, die im Jugendheim, im Lager Finsterau des RAD und im Westwall-Lager Jägersfahrt einquartiert wurden. Probealarme, Verdunklungs- und Gasmaskenübungen ab 1937, die Einführung eines Spezialausweises für deutsch-belgische Grenzgänger 1938 und schließlich die zunehmende Einquartierung von Wehrmachtssoldaten in privaten Haushalten wiesen auf das Kommende hin. Die militärischen Anfangserfolge der Wehrmacht führten zu zahlreichen Kriegsgefangenen, die Okkupation fremder Gebiete ermöglichte die Rekrutierung von Zwangsarbeitern, so dass in der Folge auch in Zweifall rund um den Ort Lager angelegt wurden, deren Geschichte jedoch noch nicht eingehender erforscht ist.
Nachdem die US-amerikanischen Truppen am 12. September 1944 bereits Roetgen erreicht hatten, flüchteten die örtlichen Parteifunktionäre mittels der Fahrzeuge, die eigentlich der Evakuierung der Bevölkerung hätten dienen sollen, Richtung Sauerland und Westfalen. Die Bevölkerung versteckte sich zunächst in den umliegenden Wäldern, wie sie es sich schon in früheren unsicheren Zeiten angewöhnt hatte. Abrückende Einheiten der Wehrmacht sprengten am 13. September die Brücken über die Vicht und den Hasselbach, bevor die Amerikaner am 14. September in Zweifall einrückten, deren Pioniere die beiden Brücken bald wieder herstellten. Die geflüchteten Bewohner kehrten schnell zurück.
In der neu gegründeten Bundesrepublik Deutschland gehörte Zweifall bis 1969 als eigenständige Gemeinde zum inzwischen aufgelösten Kreis Monschau und dieser zum ebenfalls inzwischen aufgelösten Regierungsbezirk Aachen. Im Vorlauf zur kommunalen Gebietsreform in Nordrhein-Westfalen vereinigte sich der Ort am 1. Juli 1969 zusammen mit Mulartshütte, Rott und Roetgen auf freiwilliger Basis zur Gemeinde Roetgen, wurde aber im Rahmen des Aachen-Gesetzes am 1. Januar 1972 der Stadt Stolberg zugeschlagen.

## Sehenswürdigkeiten
Bedingt durch seine wechselhafte Geschichte und dank fehlender Zerstörungen im Zweiten Weltkrieg verfügt Zweifall über zahlreiche historische Sehenswürdigkeiten, die zum Teil eingetragene Baudenkmale nach dem nordrhein-westfälischen Denkmalschutzgesetz sind, zum Teil auch nur lokale Bedeutung besitzen. Dies, in Verbindung mit einer reizvollen, landschaftlichen Umgebung, macht Stolberg zu einem Ort mit hohem nahtouristischen Potential.

### Baudenkmäler

#### Katholische Pfarrkirche St. Rochus

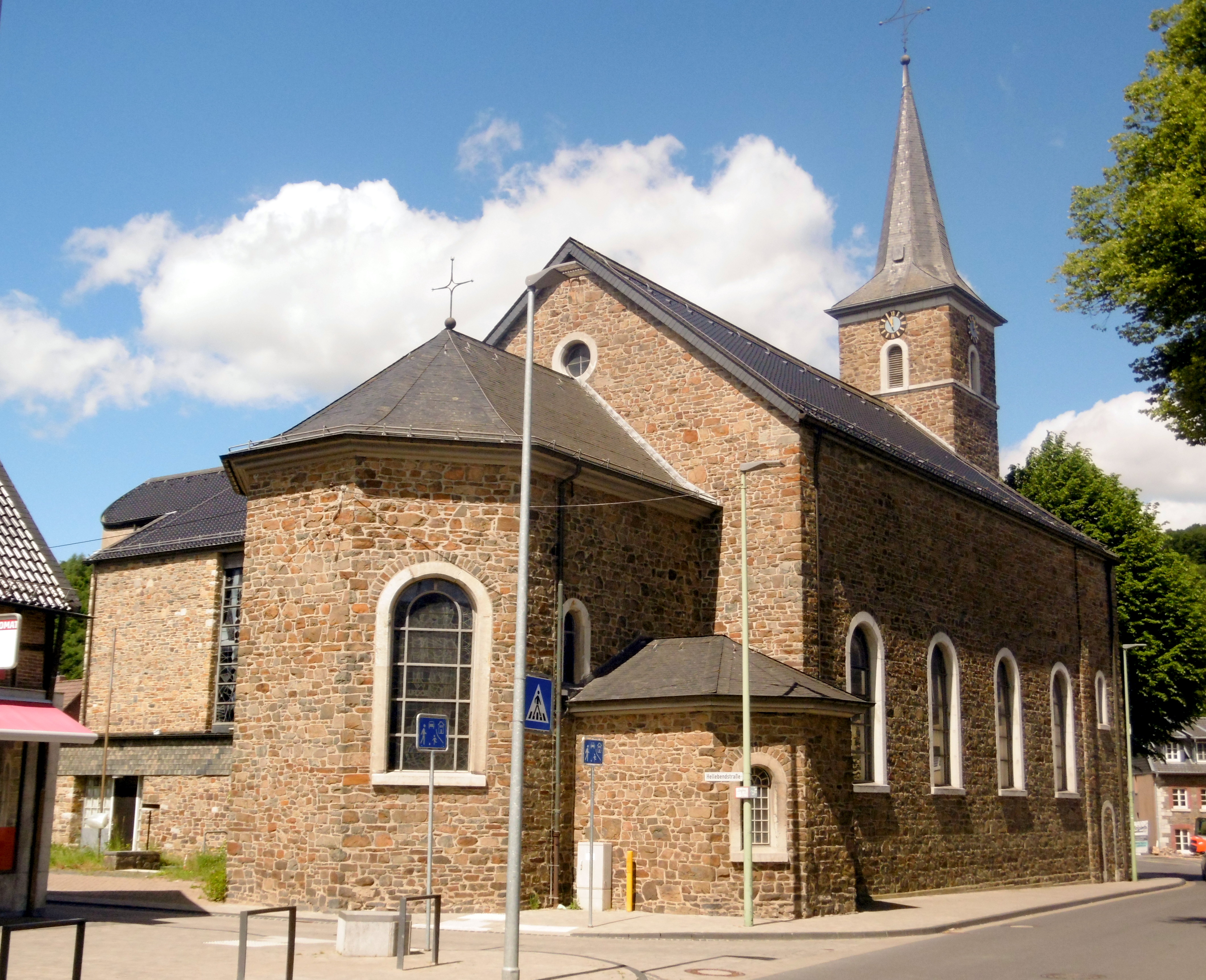
Katholische Pfarrkirche St. Rochus

St. Rochus ist die römisch-katholische Pfarrkirche von Zweifall. Ihre Ursprünge reichen auf das Jahr 1521 zurück. Von der alten Kirche ist jedoch nichts mehr zu sehen, sie wurde 1855 nach der Errichtung des rezenten Bauwerks abgerissen. Der Neubau wurde zwischen 1962 und 1964 noch einmal erweitert. Die Kirche ist dem Patrozinium des Rochus von Montpellier unterstellt.
Kein eingetragenes Baudenkmal aber im Kontext der katholischen Gemeinde durchaus von Interesse ist das Gebäude der ehemaligen katholischen Schule von 1872 an der Döllscheidter Straße 2.

#### Evangelische Kirche Zweifall

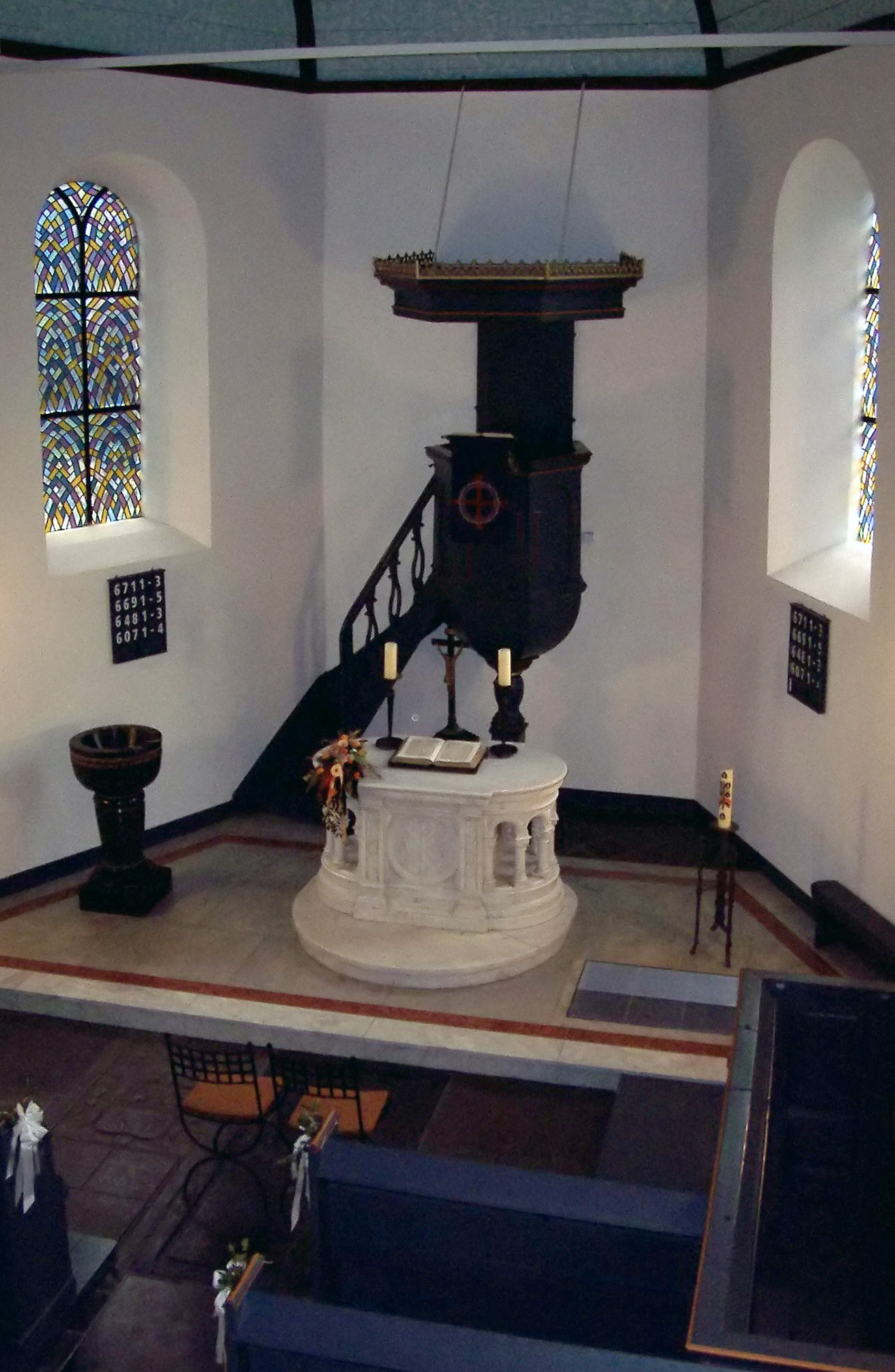
Der Altarraum der evangelischen Kirche.

Die evangelische Kirche stammt aus dem Jahre 1683 und ist damit eine der ältesten originär evangelischen Kirchen der Region.
Das Gelände der Kirche ist ein Ensemble mehrerer beieinander liegender Baulichkeiten. Die Kirche selbst und das unmittelbar an diese anschließende Pfarrhaus. Das Pfarrhaus ist älter als die Kirche, wurde vermutlich schon um 1650 als Reitmeisterhaus errichtet und beherbergt heute Konferenzräumlichkeiten für die Gemeinde. Gegenüber von Kirche und Pastorat liegt der ursprünglich rein evangelische, vollständig ummauerte Friedhof (der Torbogen trägt die Jahreszahl 1706), auf dem sich noch Grabstätten ehemaliger Reitmeister befinden und auf dem zahlreiche ältere Grabsteine vor der Friedhofsmauer aufgestellt wurden. Schließlich rundet die ehemalige evangelische Schule aus dem Jahr 1871, die wie das ehemalige Pastorat heute Räumlichkeiten der Gemeinde beherbergt, das Gebäudeensemble ab. Ein älteres evangelisches Schulgebäude aus dem 17. Jahrhundert, dass sich an derselben Stelle befunden hatte, war für den Bau abgerissen worden. Der Schulbetrieb fand bis zum Ende des getrennten konfessionellen Unterrichts 1964 statt.
Sehenswert sind das Äußere der gesamten Anlage, sowie vom Interieur der Kirche selbst insbesondere der Taufstein aus schwarzem Marmor von 1862, der Kanzelaltar aus weißem Marmor und dunkelblau gestrichenem Holz von 1910, sowie die mit Schnitzwerk verzierte Kanzel an der Wand des Chores. Grabplatten eines Reitmeisters, zweier Pastoren und vier weiterer Gemeindemitglieder verweisen auf die wechselhafte Geschichte der Gemeinde.

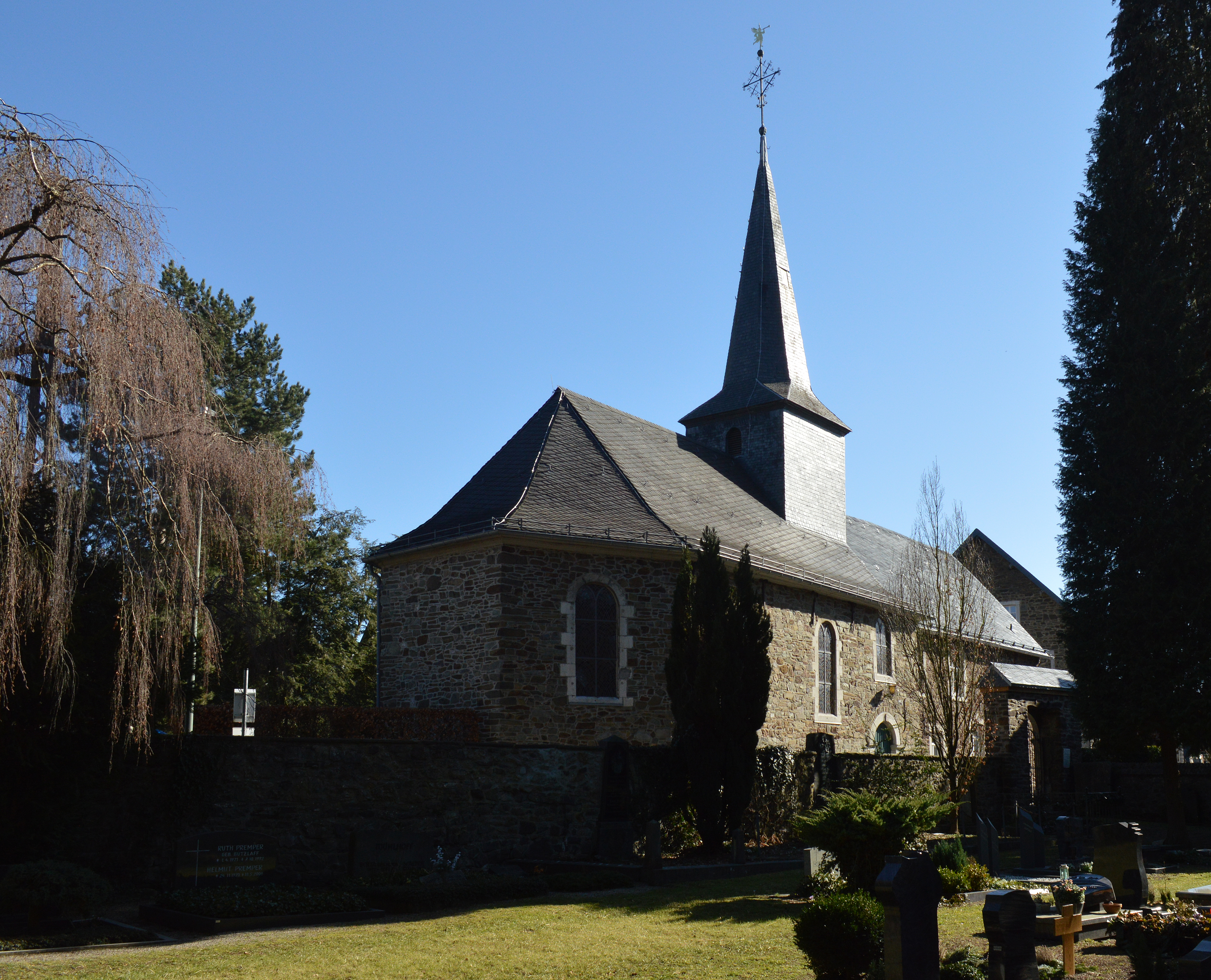
Ev. Kirche vom Friedhof aus gesehen
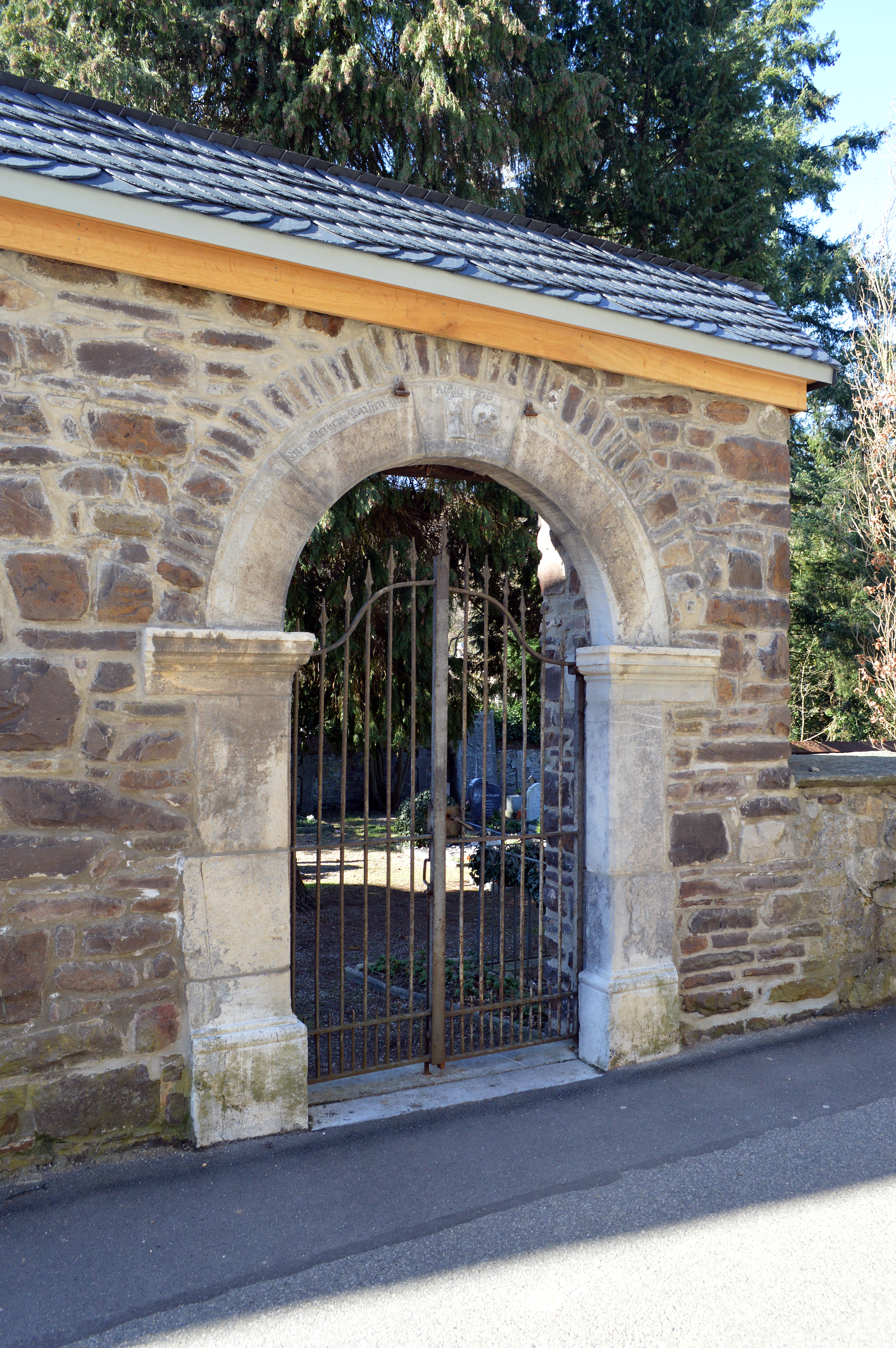
Eingang zum Friedhof
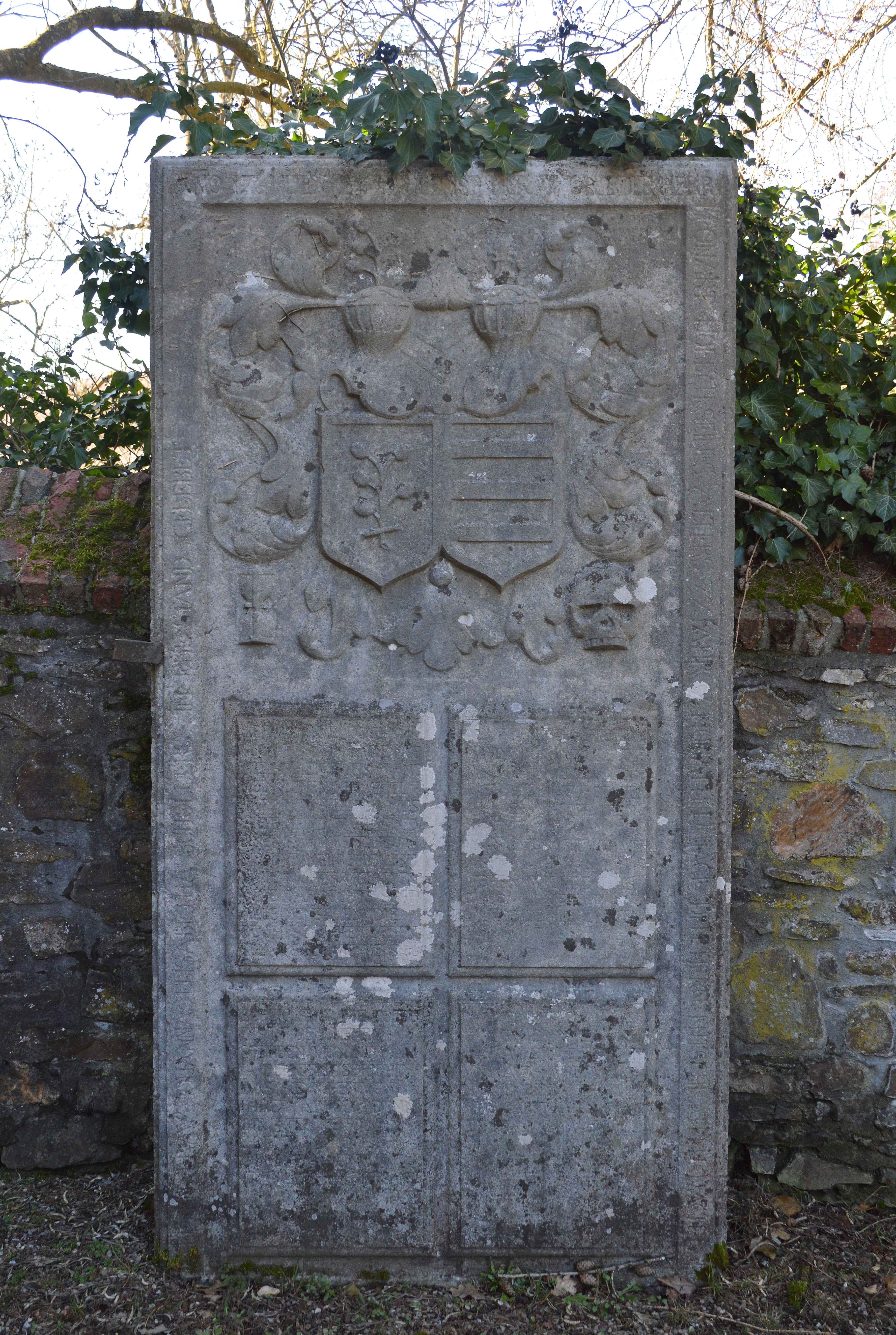
Alter Grabstein auf dem Friedhof
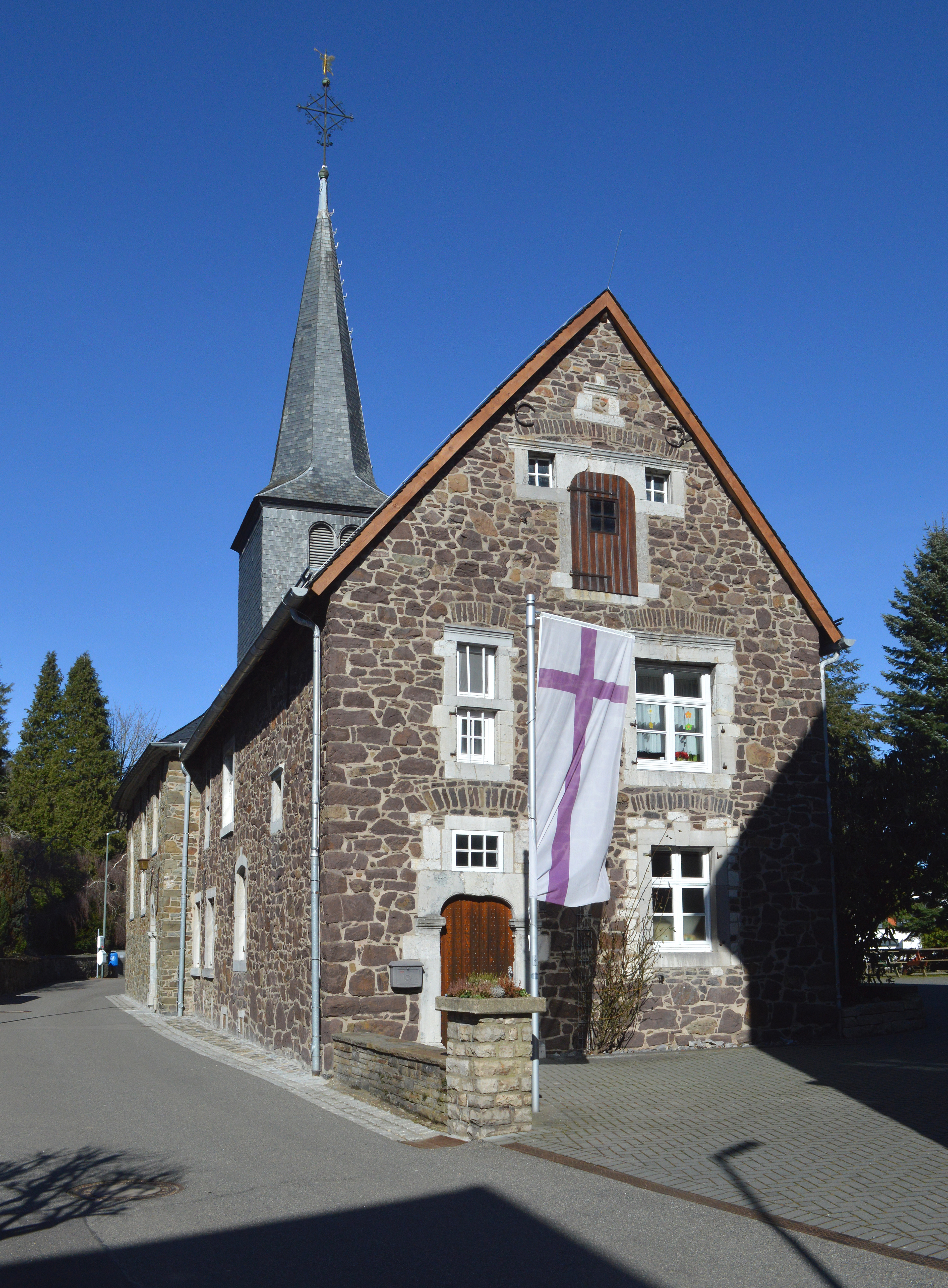
Ehemaliges Pfarrhaus
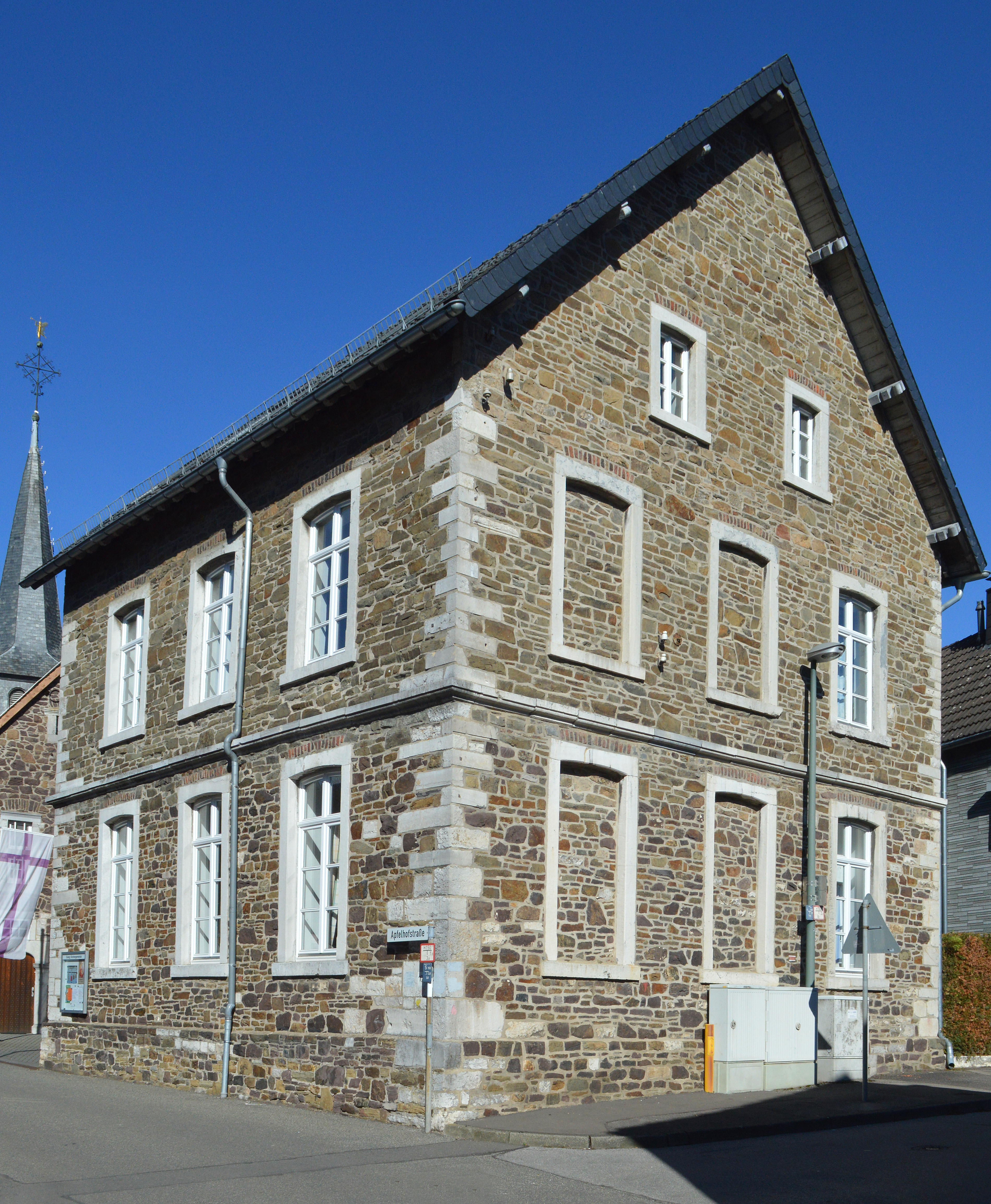
Ehemalige ev. Schule

#### Weitere sehenswerte Baudenkmäler
- „Gasthof zum Walde“ an der Einmündung der Klosterstraße in die Jägerhausstraße. Von 1880 bis 1920 „Gasthof zur Königin der Belgier“ genannt, nachdem diese (Marie Henriette von Österreich) während eines Kuraufenthaltes in Aachen 1880 dort übernachtet hatte. Im weiteren Verlauf der Klosterstraße schloss sich ab 1974 an den Gasthof, später „Restaurant zum Walde“, bis 2019 ein Sporthotel an. Es handelt sich bei diesem Haus nicht um ein eingetragenes Baudenkmal, jedoch ist das Gebäude aufgrund seiner Geschichte in der Zweifaller Überlieferung von Bedeutung. Heute ist in den Gebäuden an der Klosterstraße das „Hotel Waldberg“ beheimatet.
- Ehemaliges Reitmeisterhaus von 1697 an der Kornbendstraße 6.[27]
- Gebäudeensemble in der Straße „Auf dem Werk“ 9, 11 und 13. Darunter befindet sich mit dem Haus „Auf dem Werk“ 11 von 1571 eines der ältesten erhaltenen Gebäude Zweifalls.[28]
- Jägerhausstraße 12: Ehemalige Mühle von 1692, lokal „De Mölle“ genannt.[29]

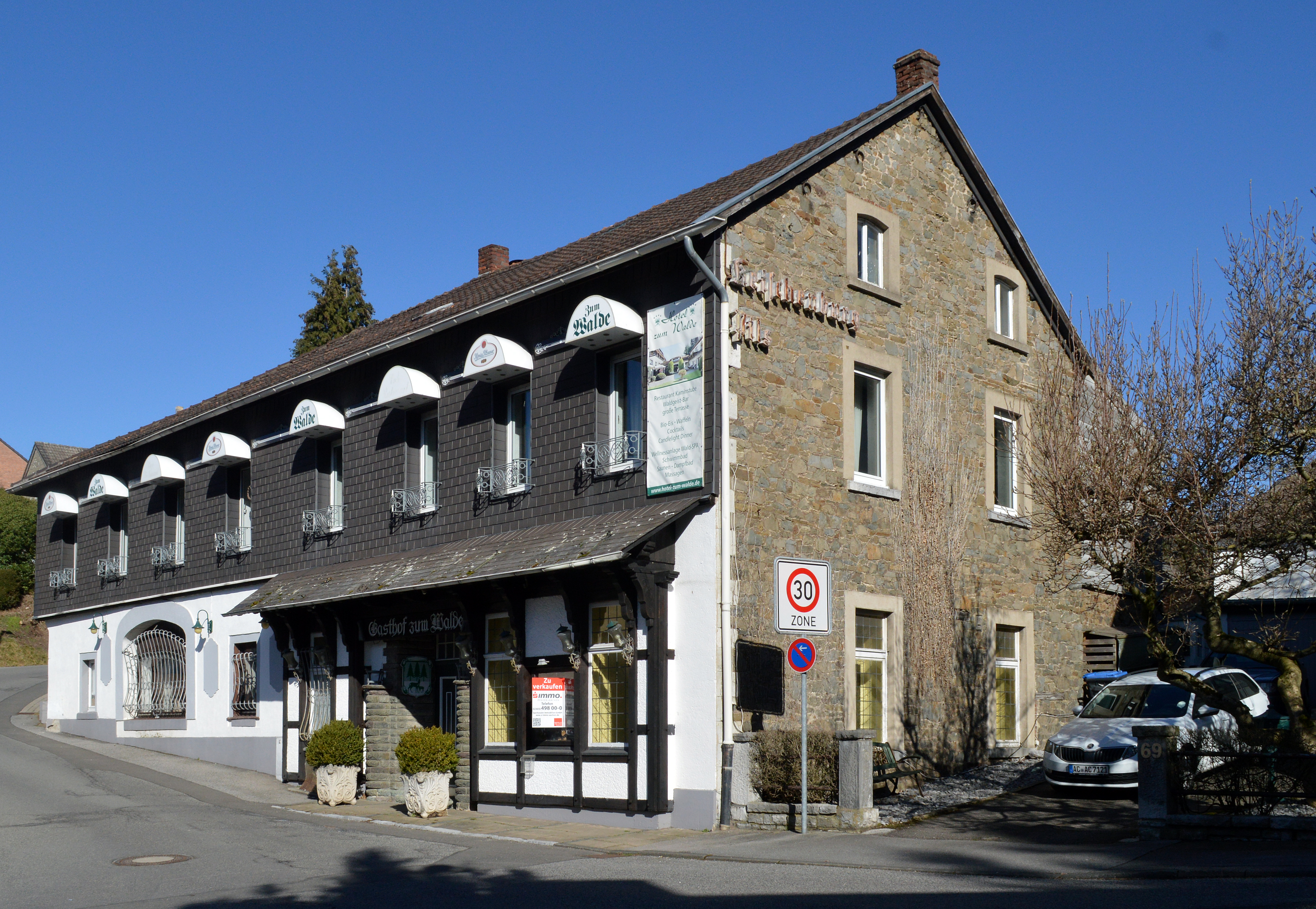
Gasthof zum Walde
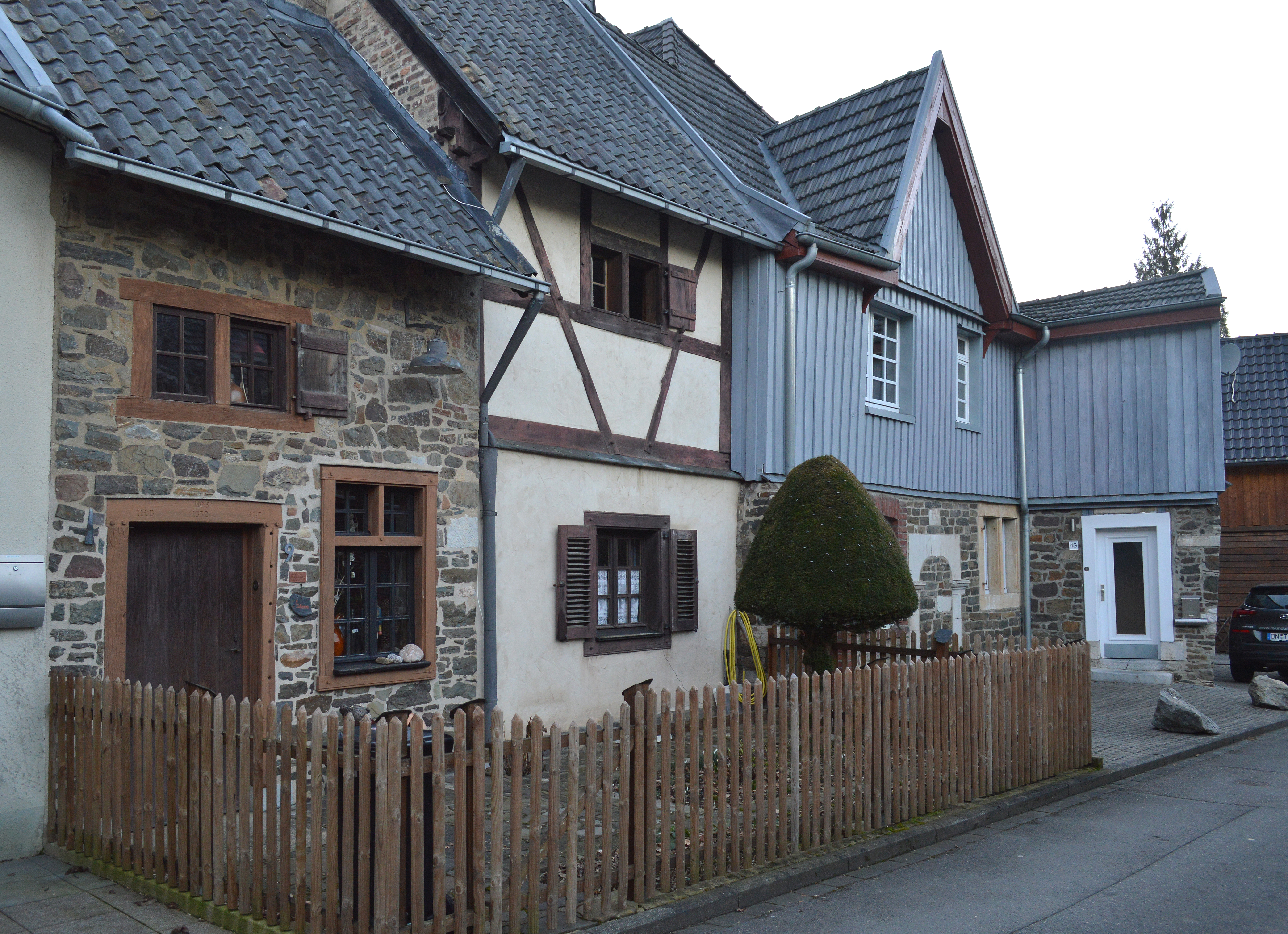
Denkmalensemble „Auf dem Werk“ 9 bis 13
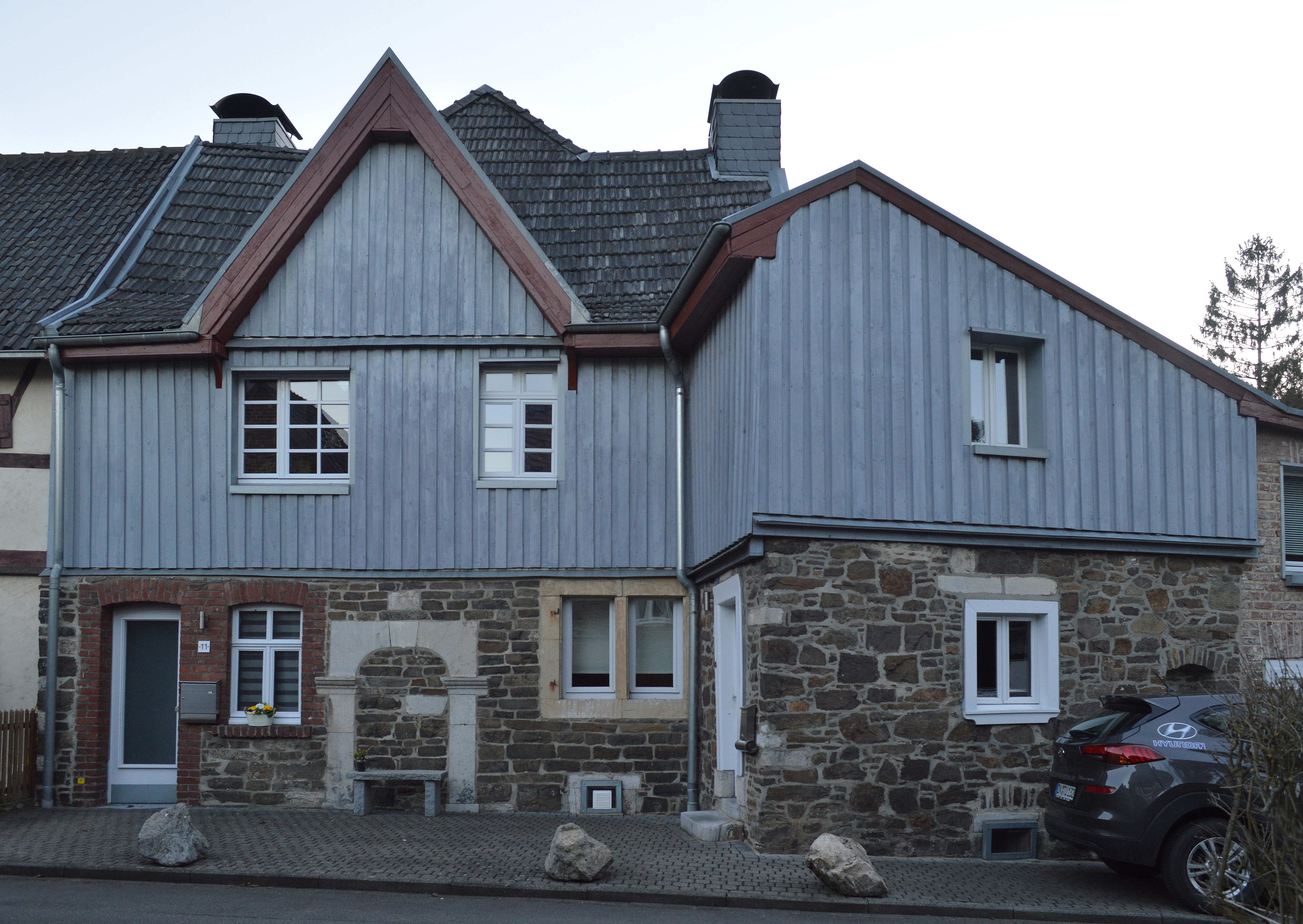
Baudenkmale „Auf dem Werk“ 11 und 13
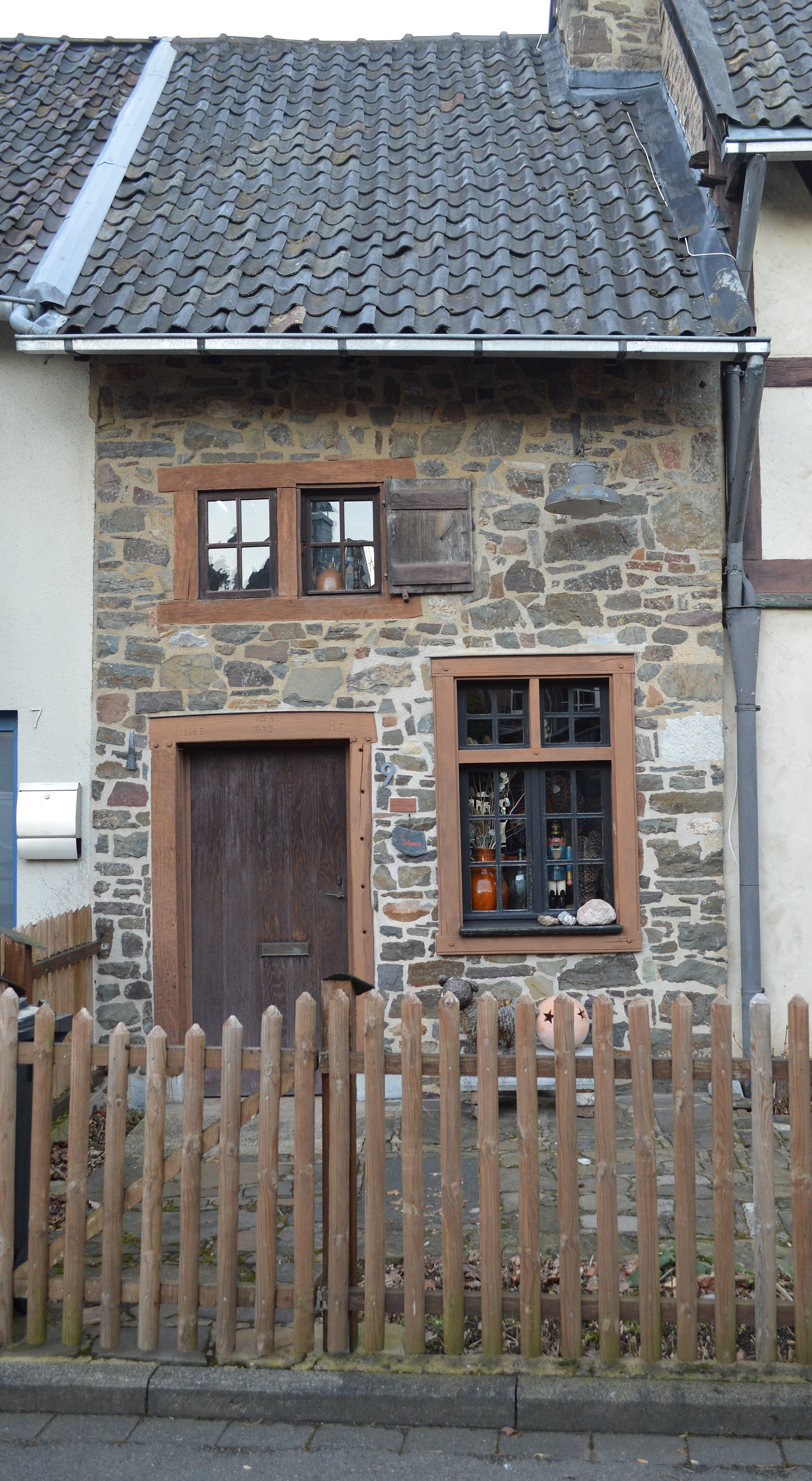
Baudenkmal „Auf dem Werk“ 9
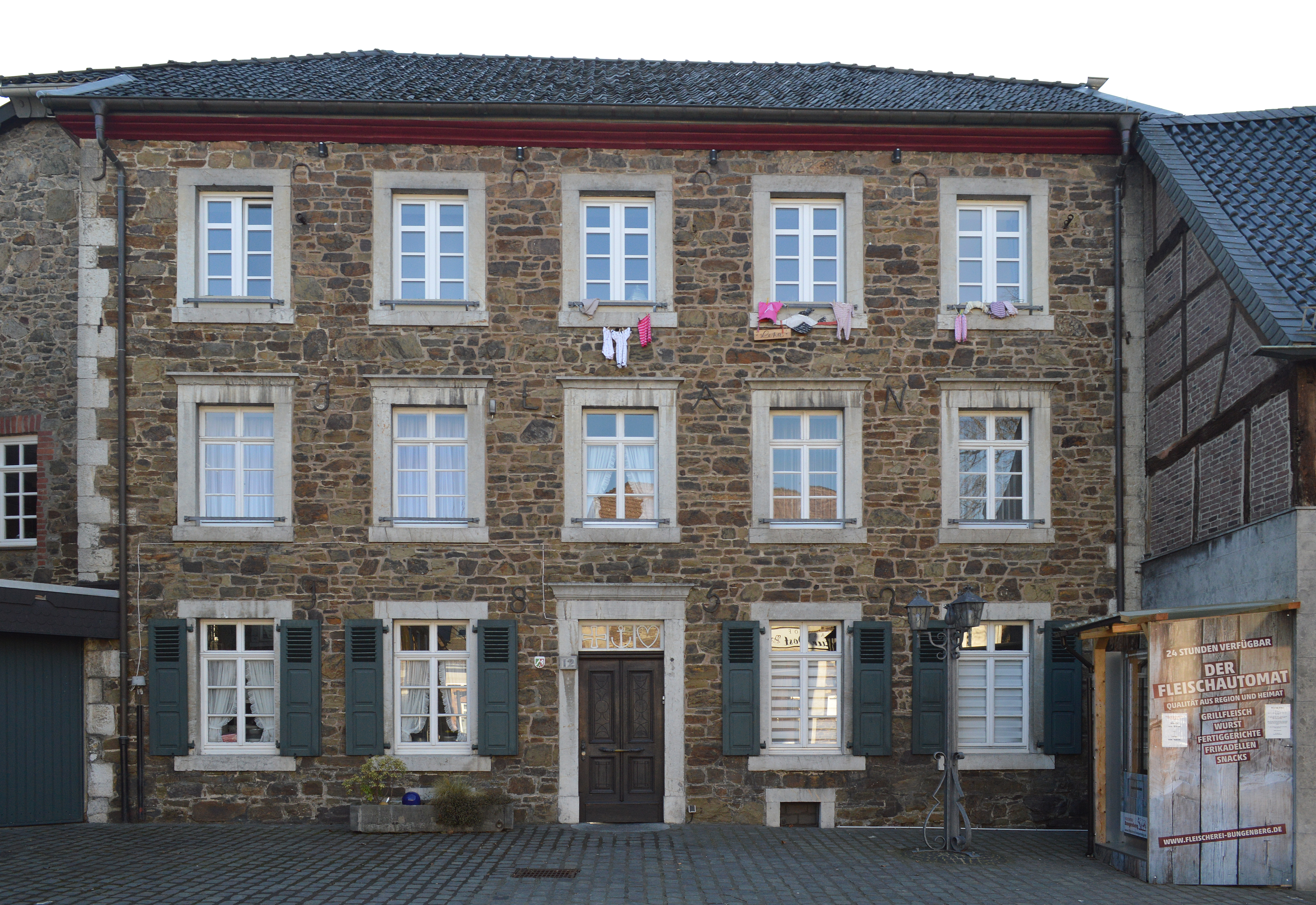
„De Mölle“, ehemalige Mühle von 1692

- Ehemaliges Reitmeisterhaus aus der Zeit vor 1650 an der Döllscheidter Straße 13.[30]
- Ehemaliges Reitmeisterhaus von 1692 an der Döllscheidter Straße 7.[31]
- Schornstein eines frühen dampfbetriebenen Sägewerks von 1890 an der Döllscheidter Straße 29. Kein eingetragenes Baudenkmal, aber industriehistorisch bedeutsam. Heute wird das Gelände von einer Zimmermeisterei genutzt.
- Ehemalige Weberei von 1743 an der Döllscheidter Straße 8, in Zweifall „De Fabrik“ genannt. Bildete einst zusammen mit der Hausnummer 10 eine einheitliche Hofanlage.[32]

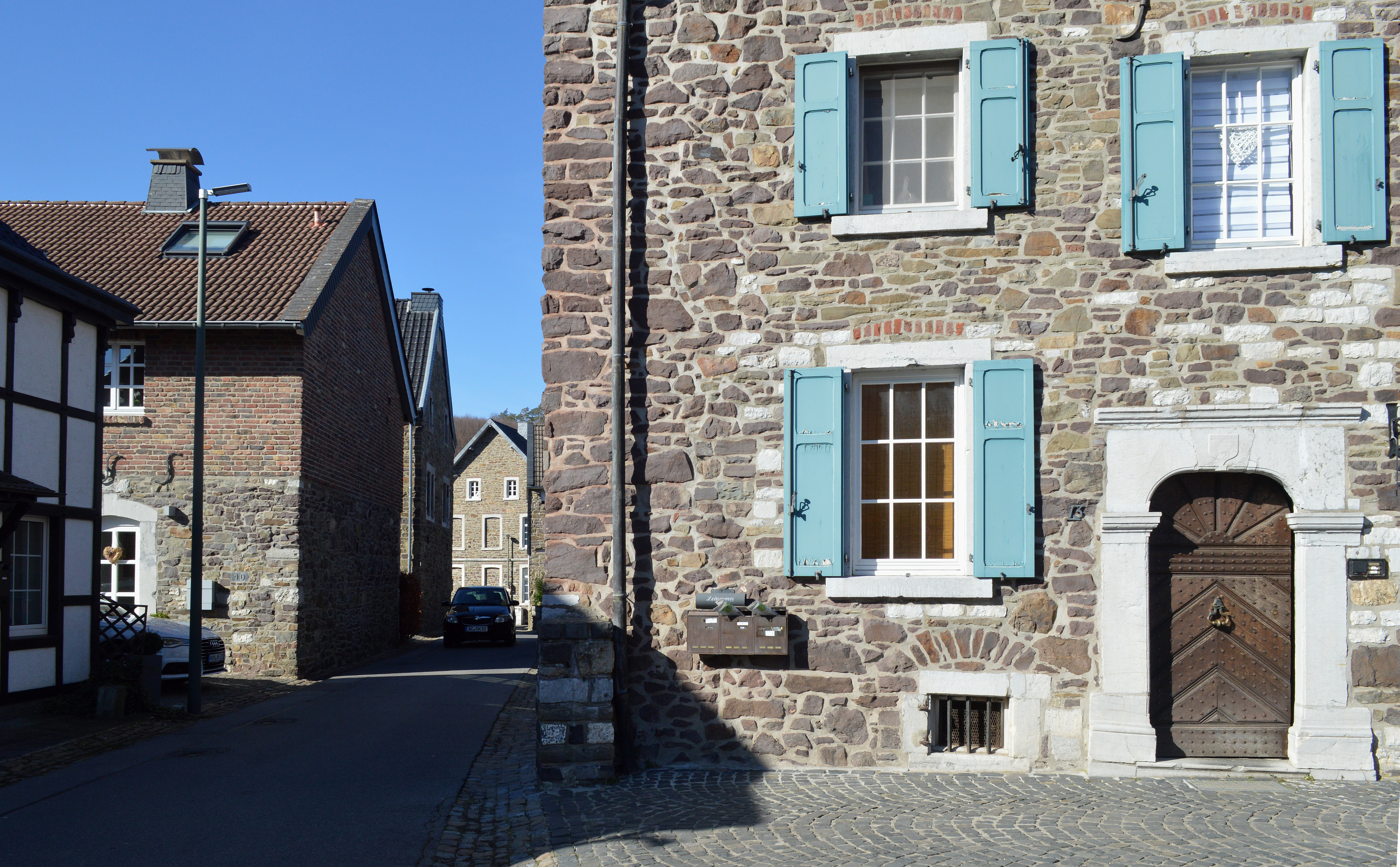
Die Döllscheidter Straße ist die ehemalige Hauptstraße Zweifalls
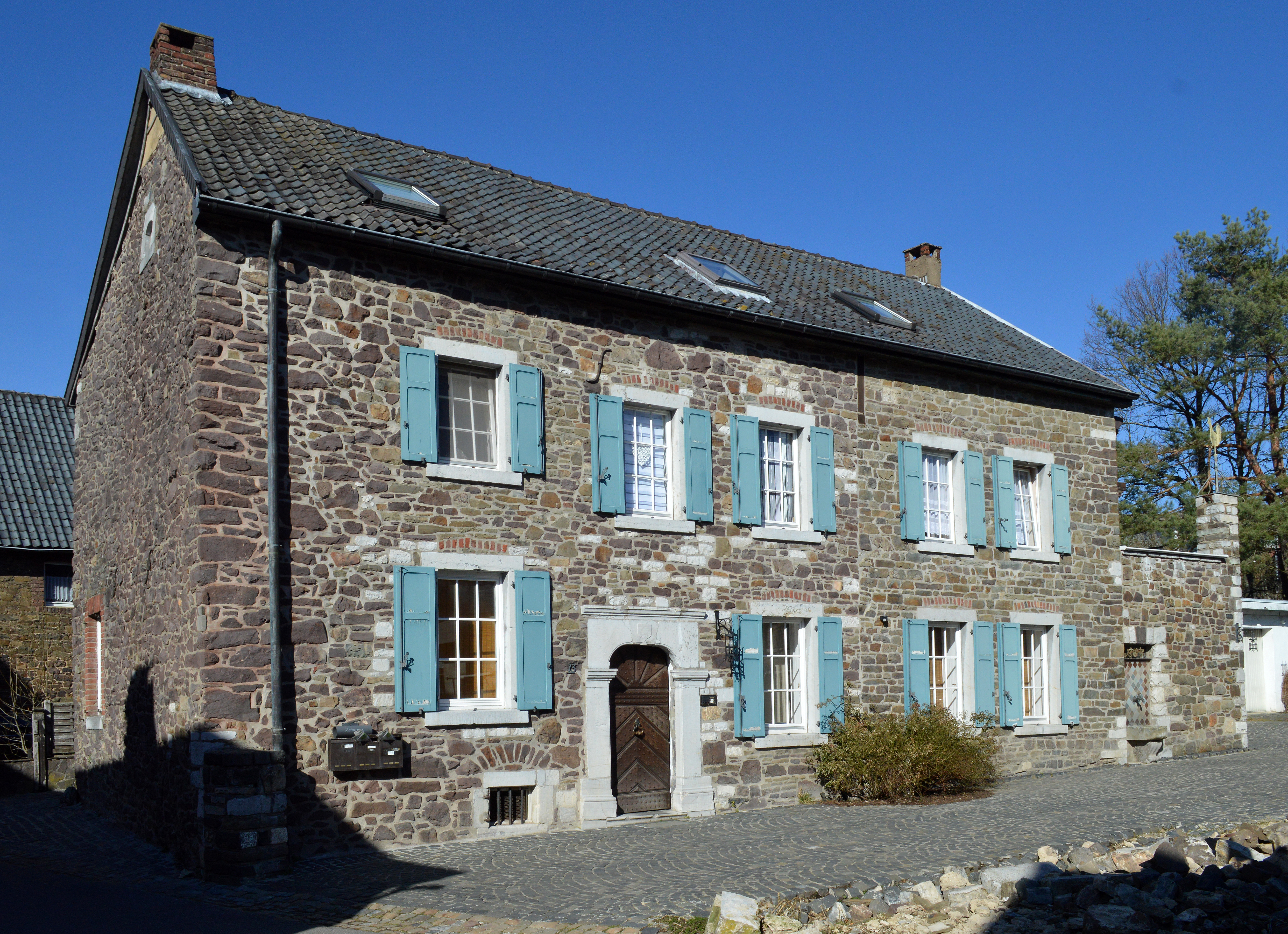
Reitmeisterhaus (vor 1650), Döllscheidter Str. 13
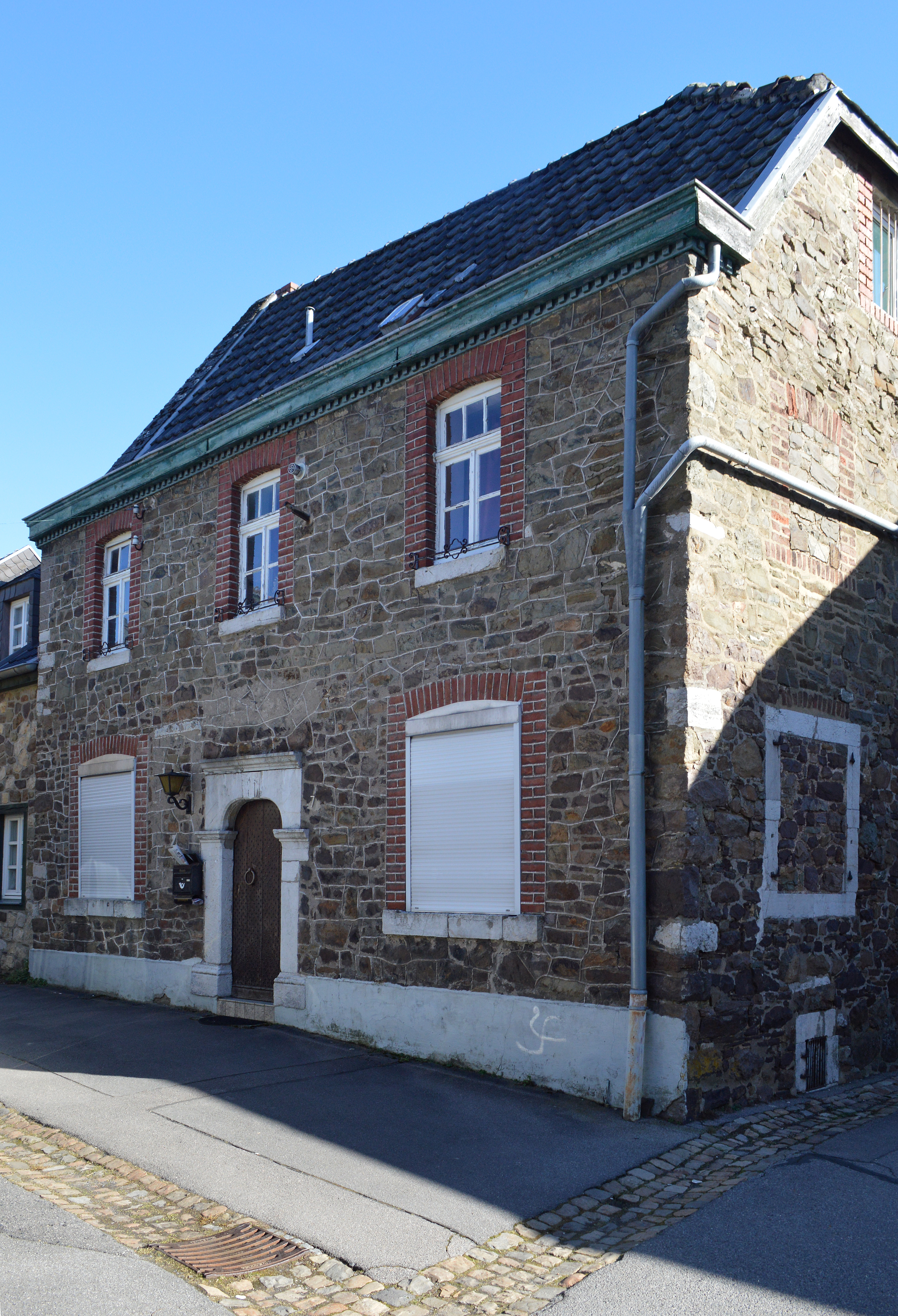
Reitmeisterhaus von 1692, Döllscheidter Str. 7
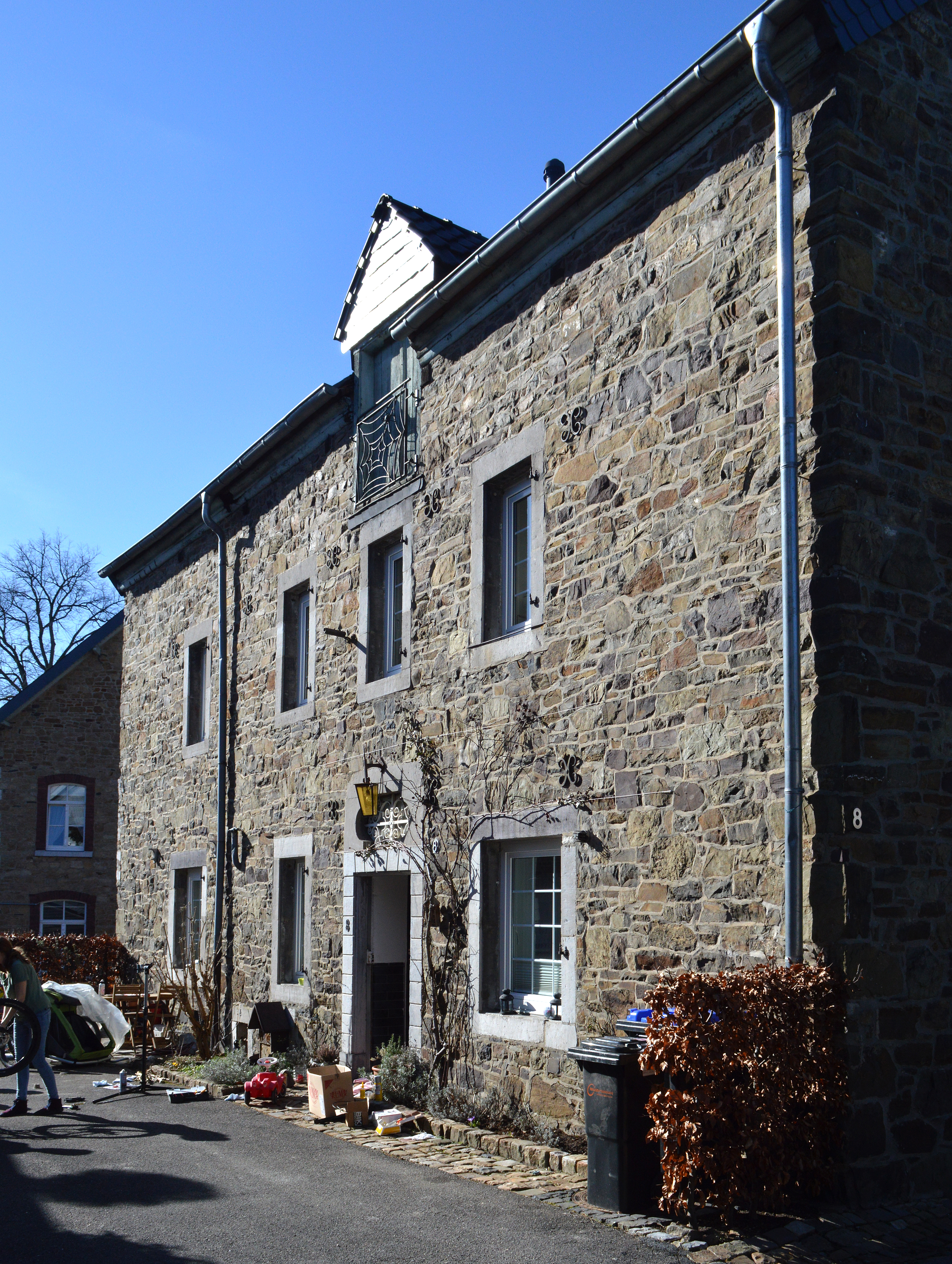
Ehemalige Weberei von 1743, Döllscheidter Str. 8
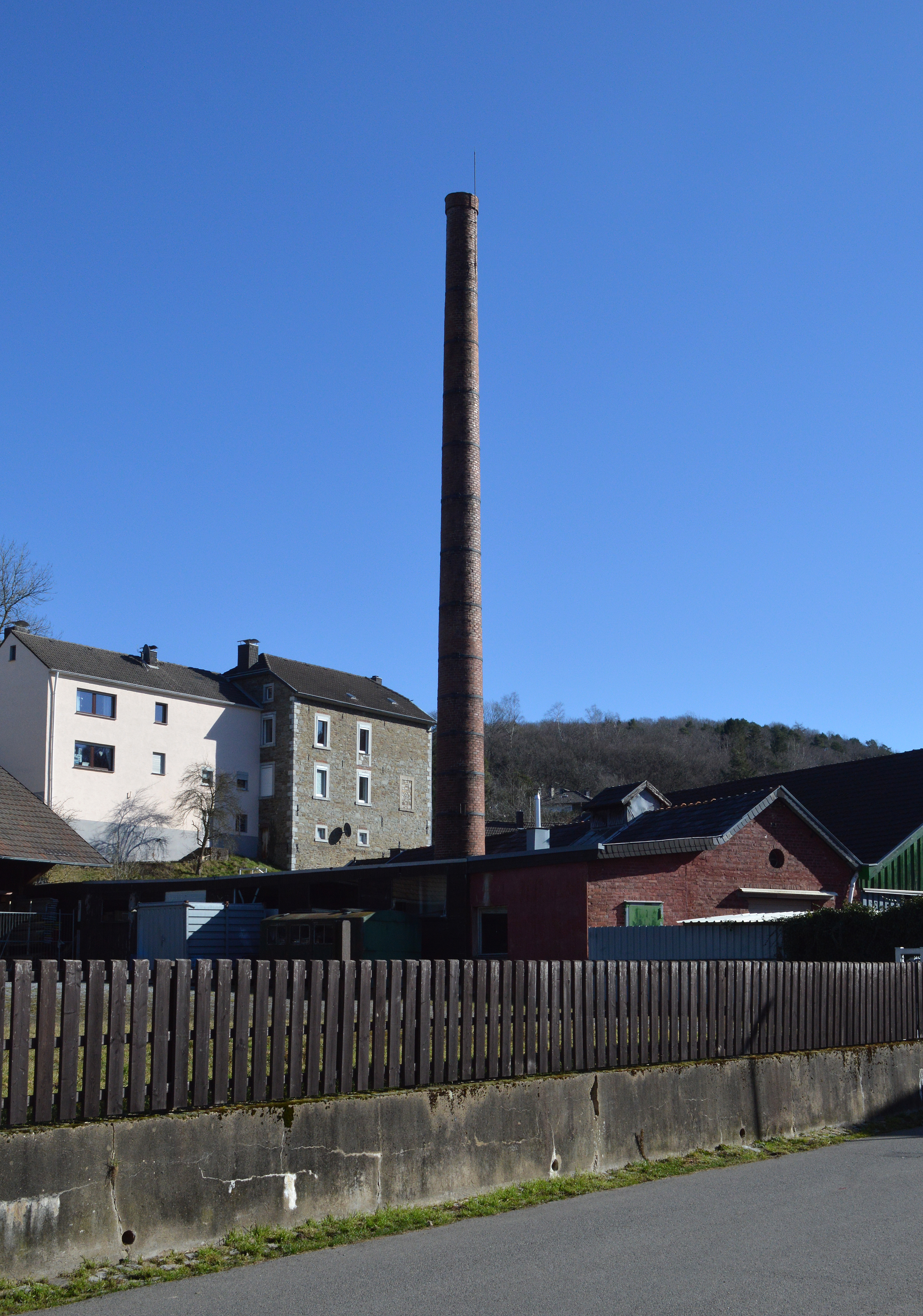
Schornstein des Sägewerks von 1890, Döllscheidter Str. 29

- Jägerhausstraße 14 Ehemaliges so genanntes „Braunes Haus“ (Sitz der NSDAP-Verwaltung während des Nationalsozialismus), Stabsquartier der 4. US-amerikanischen Infanteriedivision während der Schlacht im Hürtgenwald 1944, heute Wohnhaus.[33]
- Jägerhausstr. 87: Ehemalige Unterkunft des US-amerikanischen Schriftstellers Ernest Hemingway, der im Kriegswinter 1944/1945 als Kriegsberichterstatter in Zweifall lebte (kein eingetragenes Baudenkmal).
- Kriegerdenkmal des Ersten Weltkrieges an der Katholischen Kirche. Anfänglich waren hier nur Gefallene katholischen Glaubens namentlich erwähnt worden.
- Kriegerdenkmal beider Weltkriege an der Einmündung der Werkstraße in die Jägerhausstraße. Kein eingetragenes Baudenkmal.
- Umstrittenes Kriegerdenkmal des Zweiten Weltkrieges (euphemistisch als „Mahnmal“ bezeichnet, kein eingetragenes Baudenkmal). Bis Ende der 1980er Jahre war auf dem Sockel die Inschrift „Unsere Ehre heißt Treue“ zu lesen. Erst nach einer Kontroverse, die bis zu gerichtlichen Auseinandersetzungen führte, wurde dieser Text durch die heute sichtbare Inschrift „Mahnmal“ verdeckt. Es handelt sich bei dem Konstrukt um ein privat und durch Spenden finanziertes Bauwerk auf privatem Grund und nicht um ein kommunales Denkmal.[34][35]

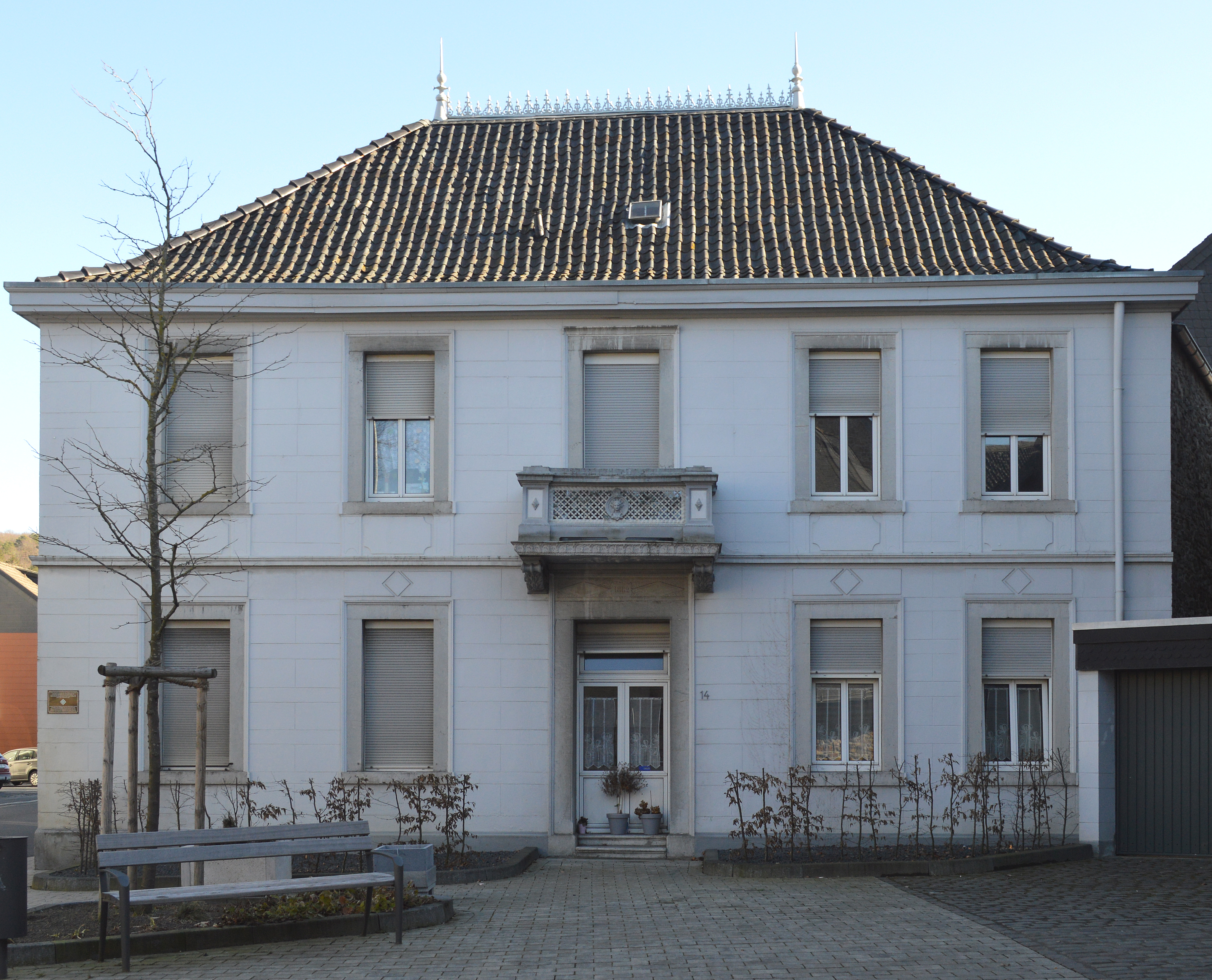
Jägerhausstr. 14, ehemals „Braunes Haus“ (1933–1944), 1944 Stabsquartier der US-Streitkräfte
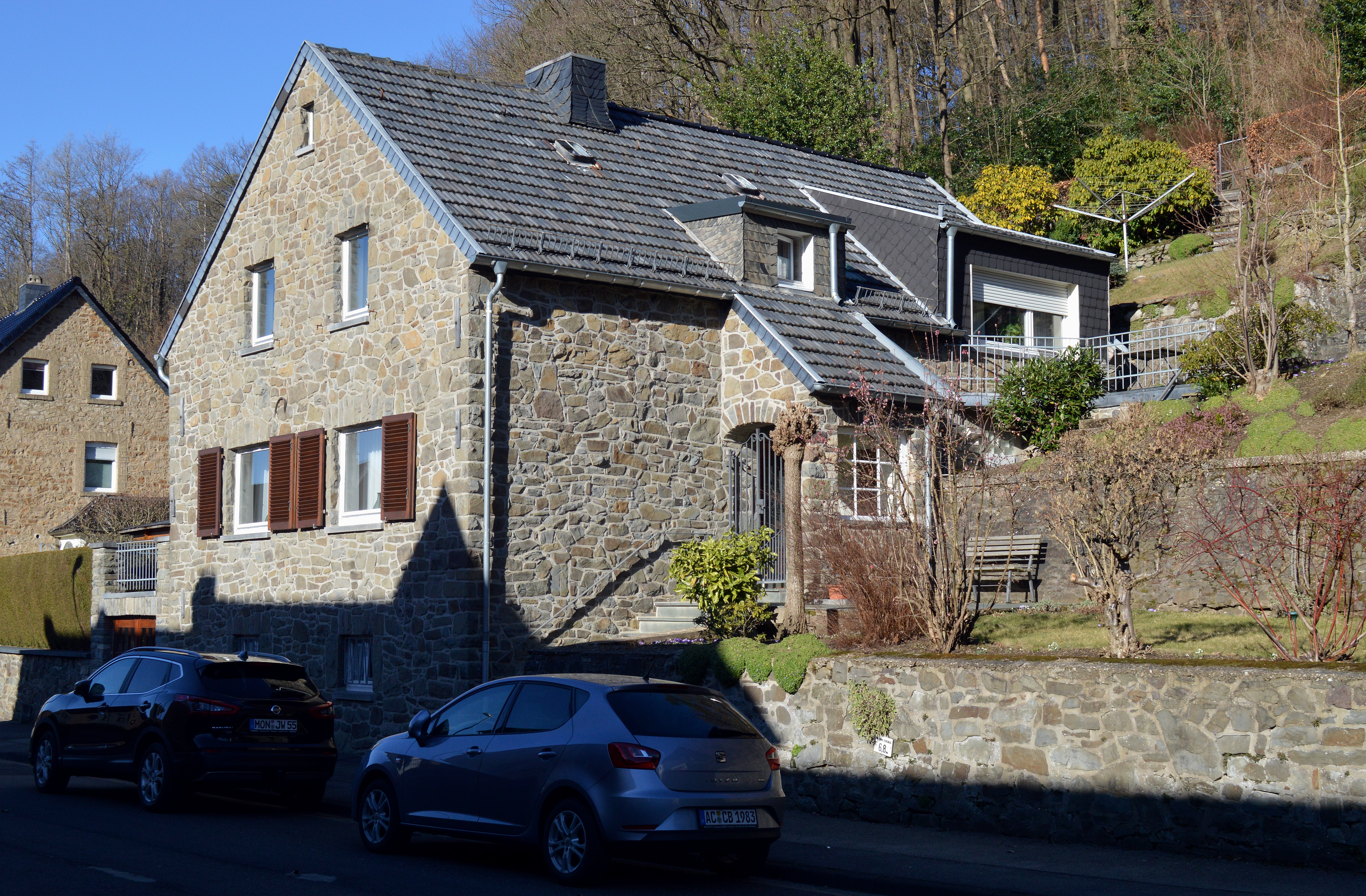
Jägerhausstr. 87, Quartier Ernest Hemingways 1944/1945
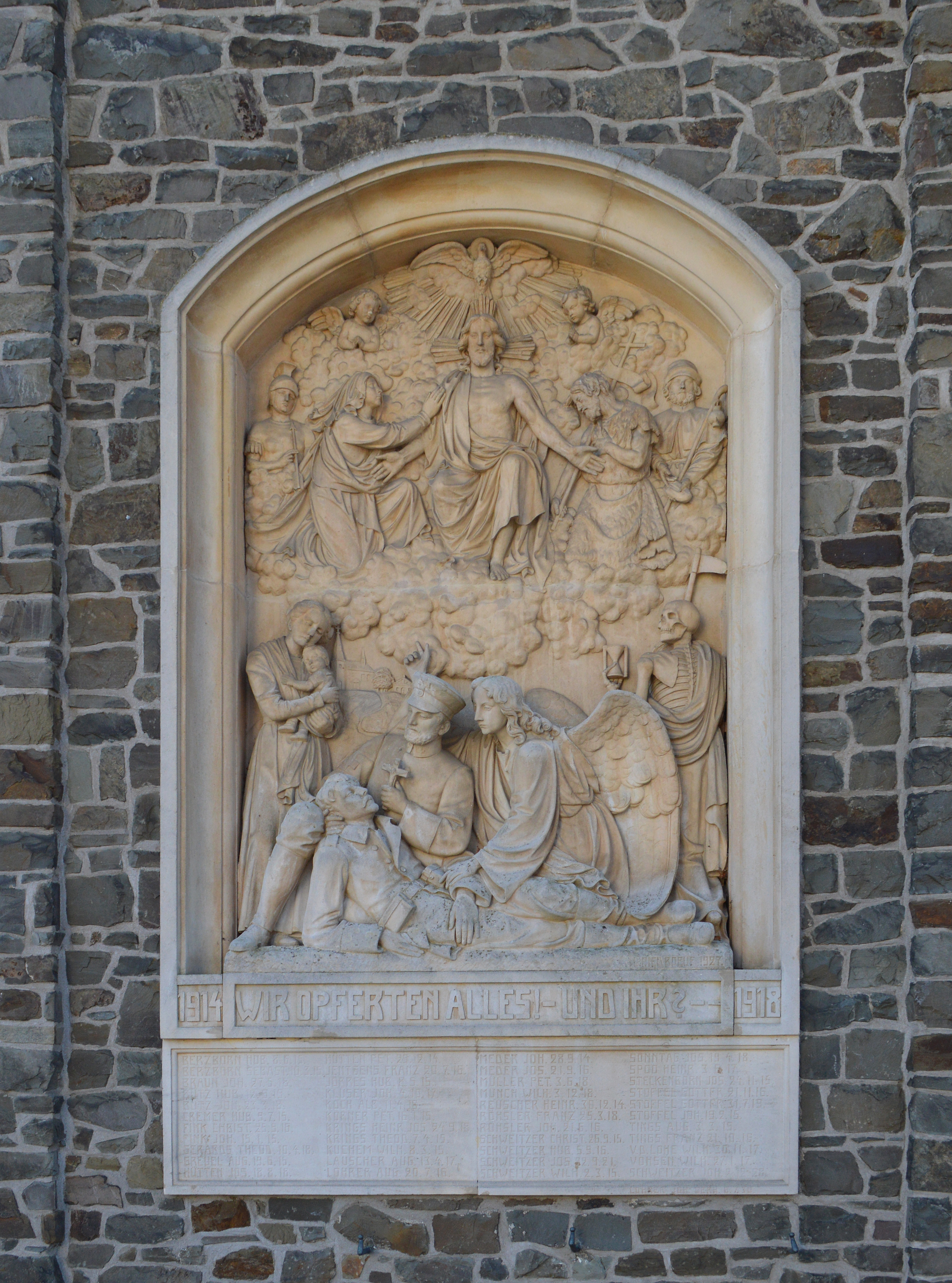
Katholisches Kriegerdenkmal 1. WK
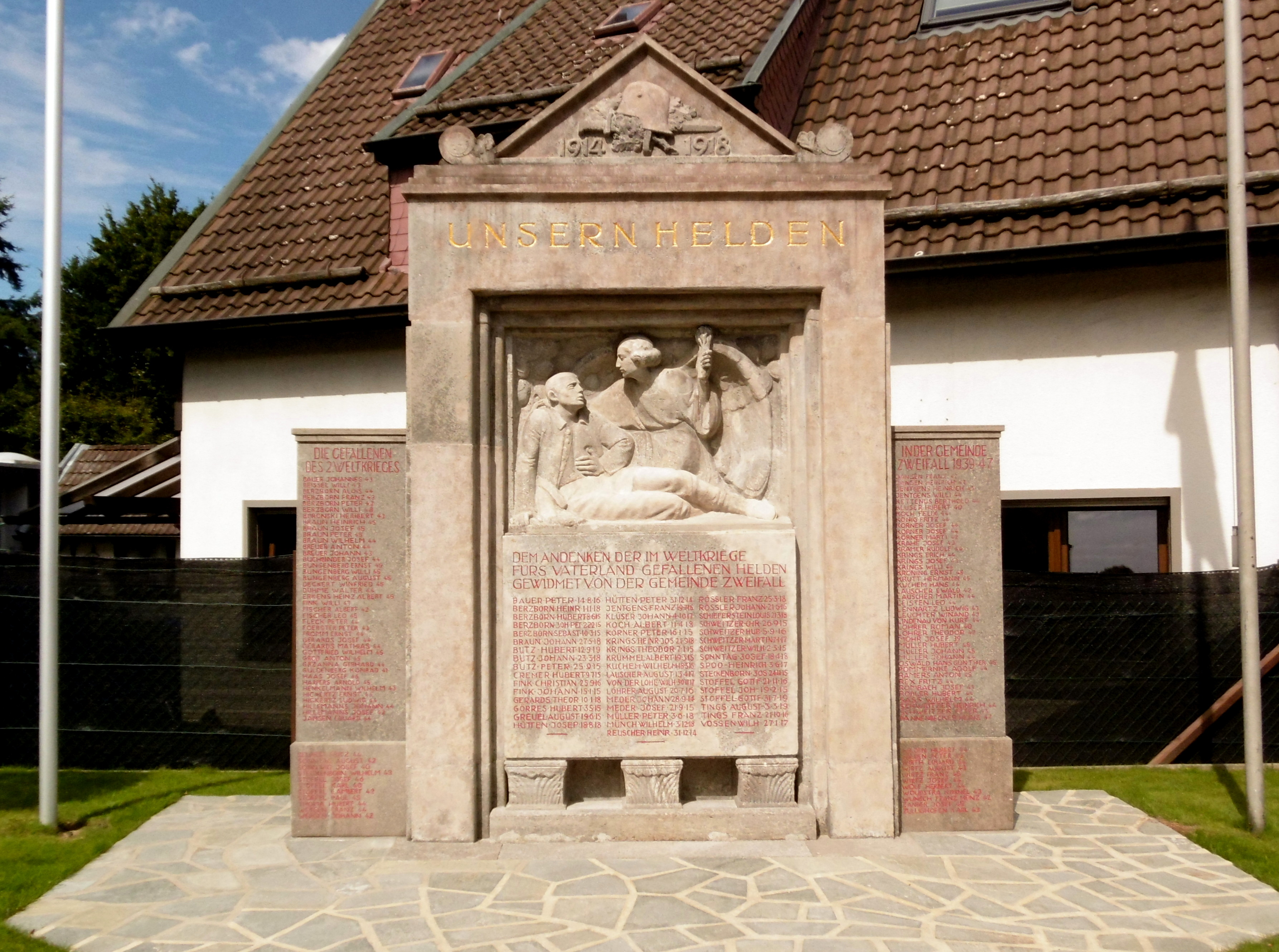
Kommunales Kriegerdenkmal WK 1 & 2
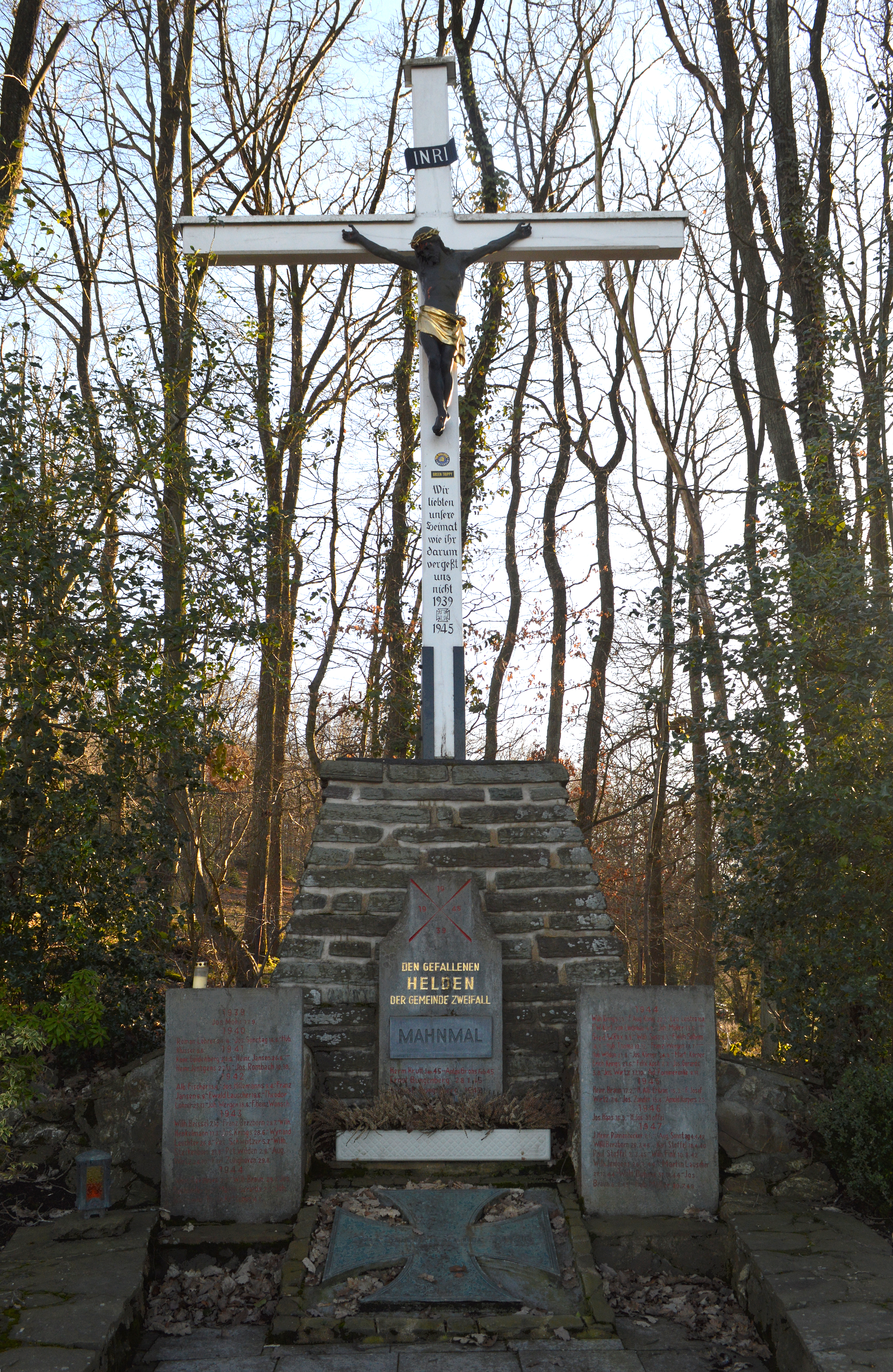
Privates Kriegerdenkmal auf dem Kahlenberg 2. WK

### Junkershammer

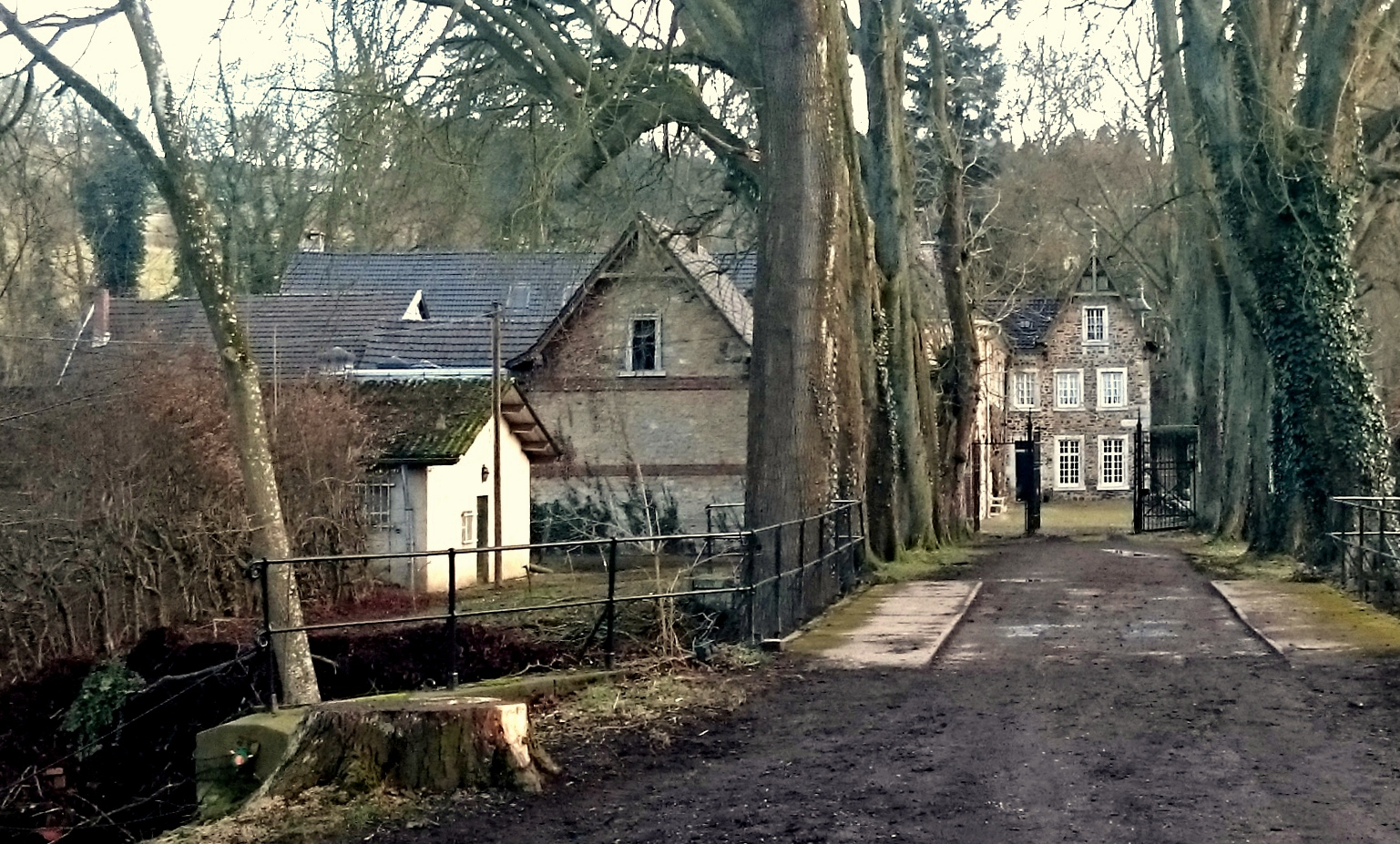
Junkershammer (Zustand 2015)

Von großer wirtschaftshistorischer Bedeutung für Zweifall war der Junkershammer, ein Reitwerk, dessen Ursprünge vermutlich auf die Zeit um 1500 zurückgehen, der jedoch erst für die Jahre 1551/1552 schriftlich belegt ist. Um 1640 wurde der Junkershammer von der Familie Hoesch erworben. In der Folgezeit bildete der Junkershammer die Keimzelle weiterer Hämmer. So wurde von hier aus 1664 wurde von hier aus der Platenhammer gegründet, der seinerseits 1724 um den Neuenhammer erweitert wurde. Diese beiden Anlagen befinden sich weiter nördlich auf dem Gebiet des heutigen Stolberger Stadtteils Vicht. Die industrielle Produktion im Junkershammer selbst lief bis 1869. 1879 wurde die Anlage zu gehobenen Wohnzwecken umgestaltet. Sie befindet sich nach wie vor im Besitz der Familie Hoesch.

### Karmelitinnenkloster „Maria Königin“

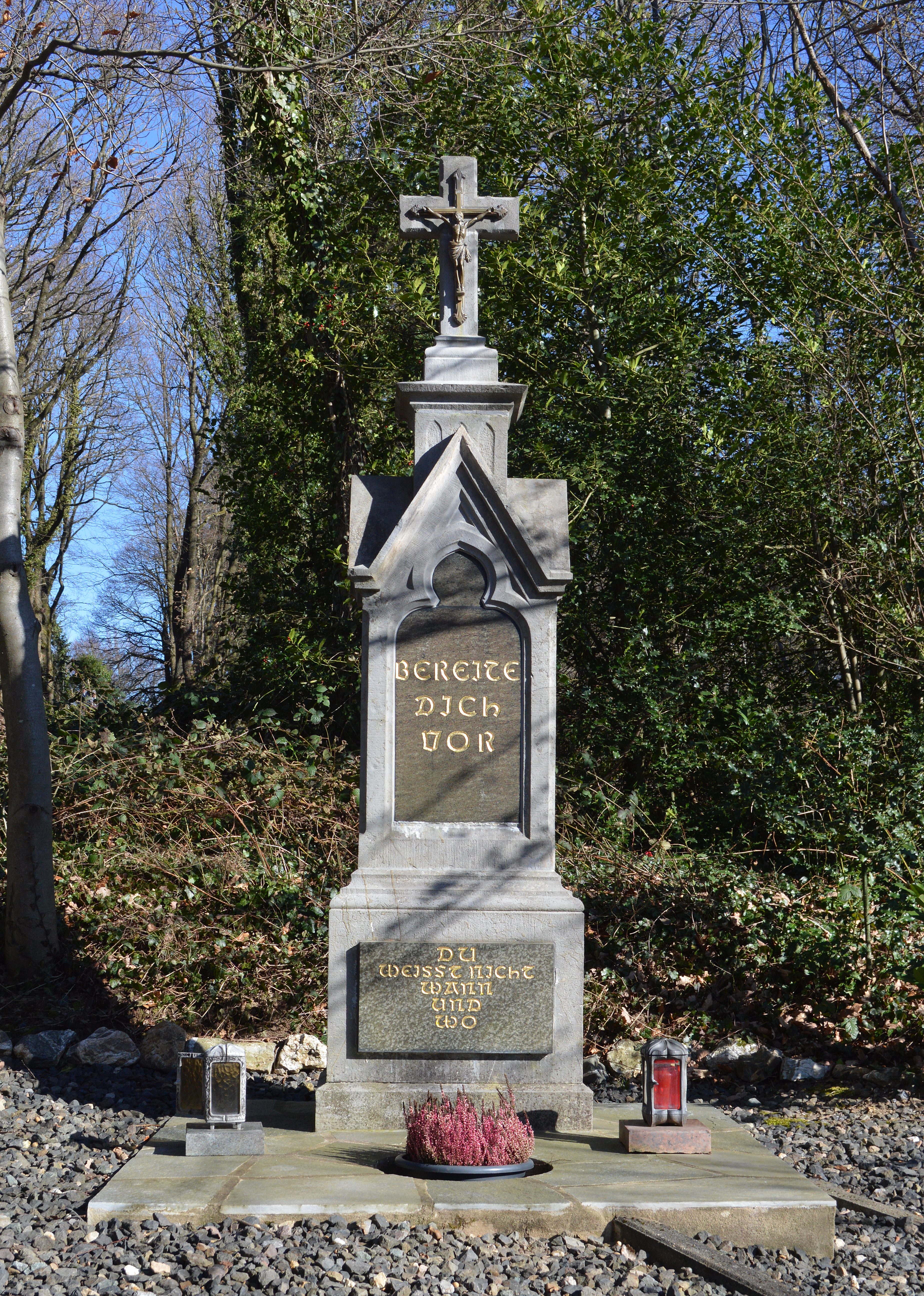
Wegkreuz an der Klosterstraße

Sehenswert, auch ohne eingetragenes Baudenkmal nach dem Denkmalschutzgesetz von Nordrhein-Westfalen zu sein, und erwähnenswert ist das ehemalige Karmelitinnenkloster Maria Königin aus dem Jahre 1954/55, dessen Hostienbäckerei Teile des Bistums Aachen mit Hostien versorgte. Das Kloster wurde gegründet, weil bedingt durch die Kriegsfolgen so viele Nonnen in das Dürener Kloster kamen, dass der Platz dort nicht mehr ausreichte. So wurden acht Nonnen von Düren nach Zweifall umgesiedelt. Für ein Gebäude der Nachkriegszeit ist die Architektur durchaus bemerkenswert. Das Kirchengebäude besteht aus insgesamt drei Ebenen. Der Bereich für die Gottesdienstteilnehmer liegt in einem leicht abgesenkten Erdgeschoss, der Altarraum ist von dort aus über eine breite Treppe zu erreichen und befindet sich quasi im Hochparterre. Von dort aus winden sich zu beiden Seiten zwei Treppen zum Kapitelsaal im Obergeschoss empor.

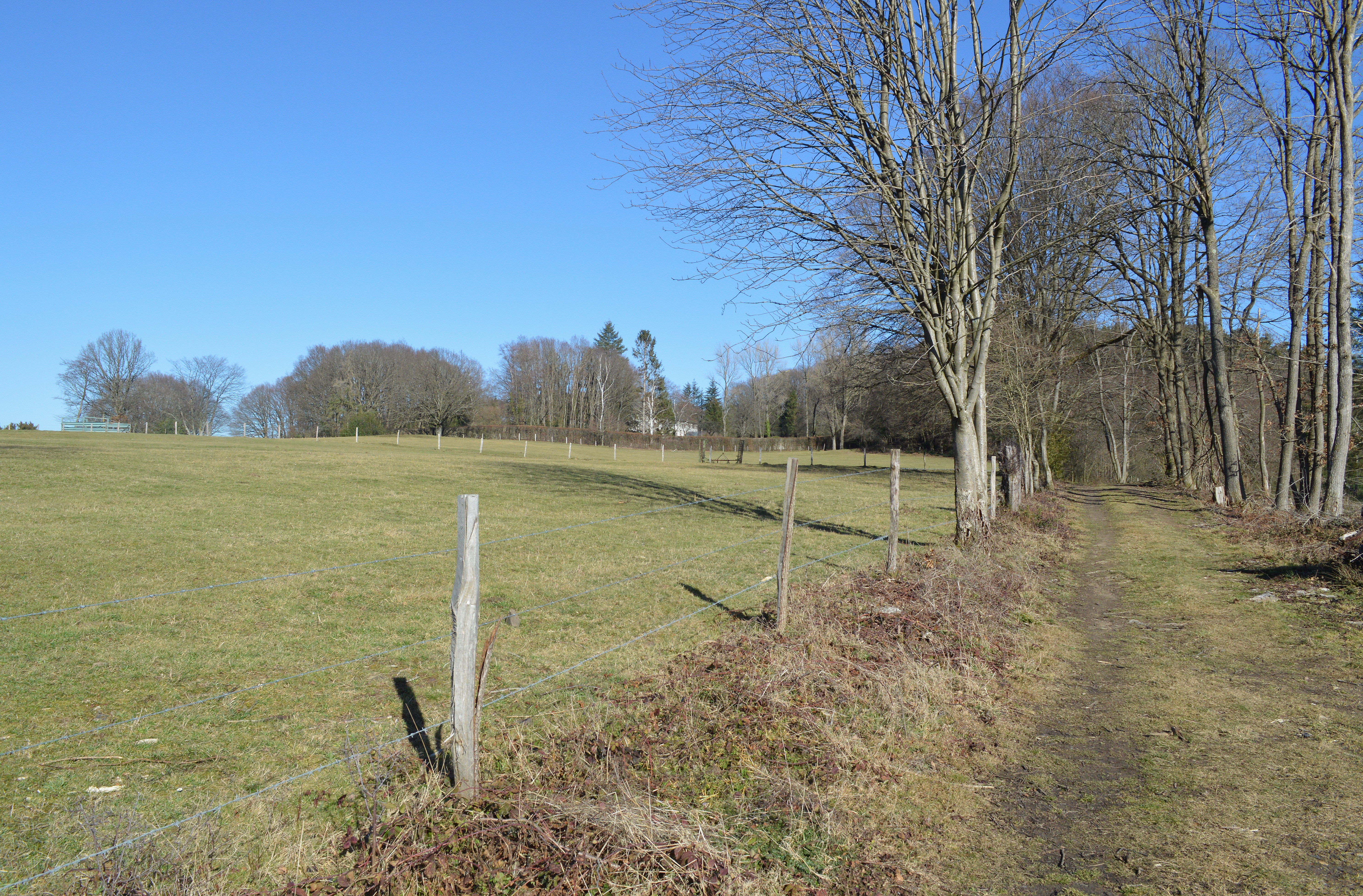
Lage des Klosters
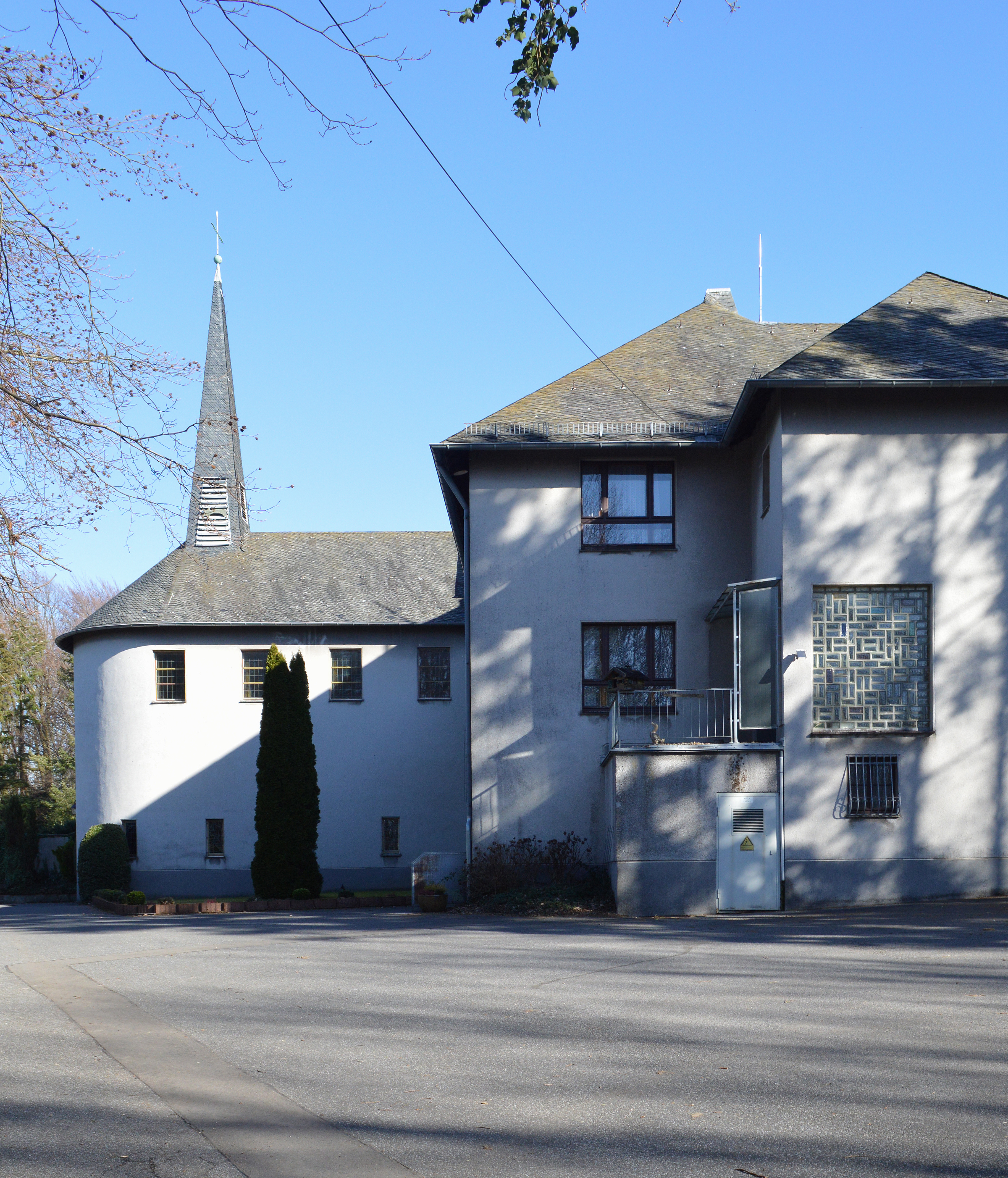
Klosterkirche (links hinten) und angrenzende Klostergebäude
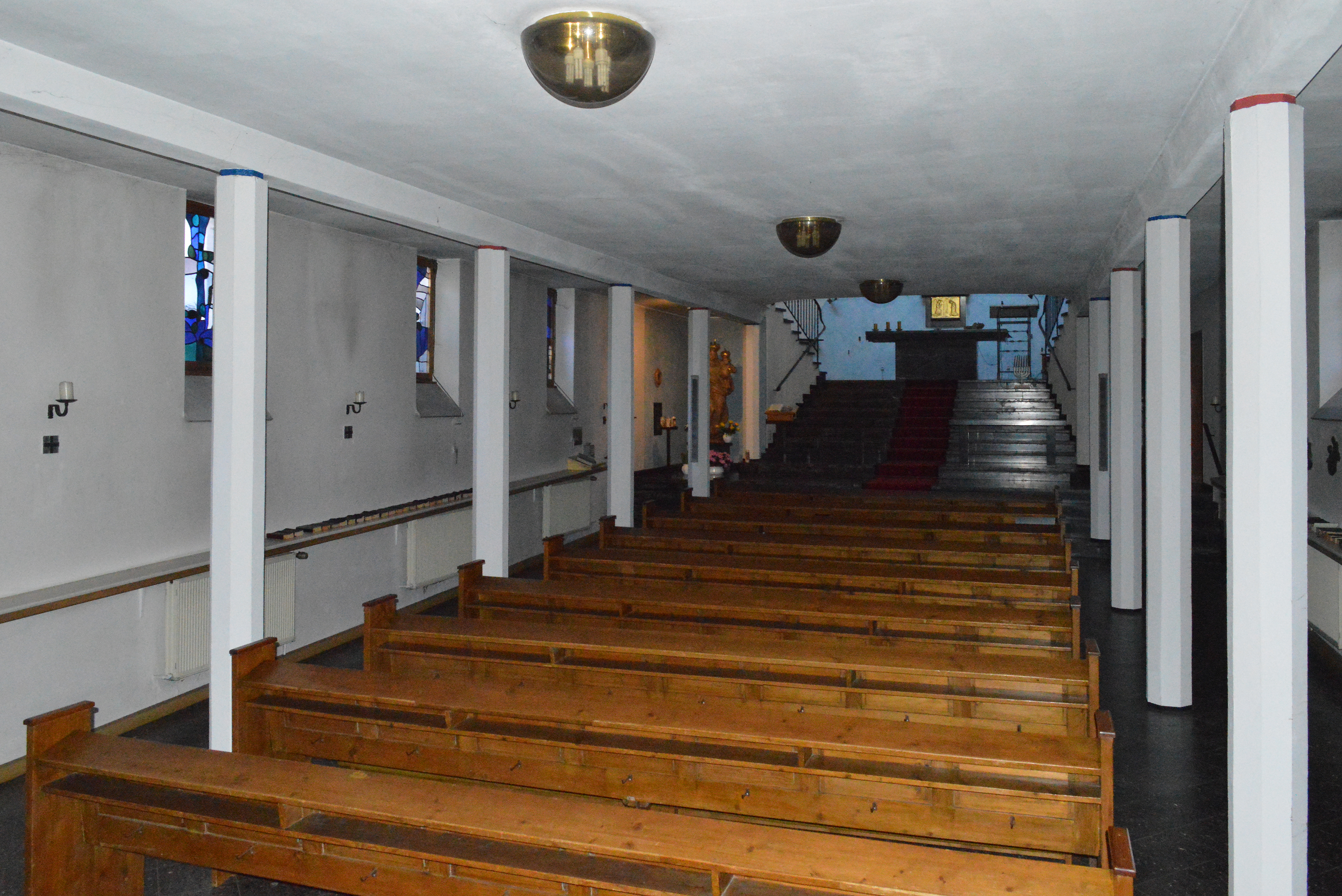
Raum für die Besucher der Messen
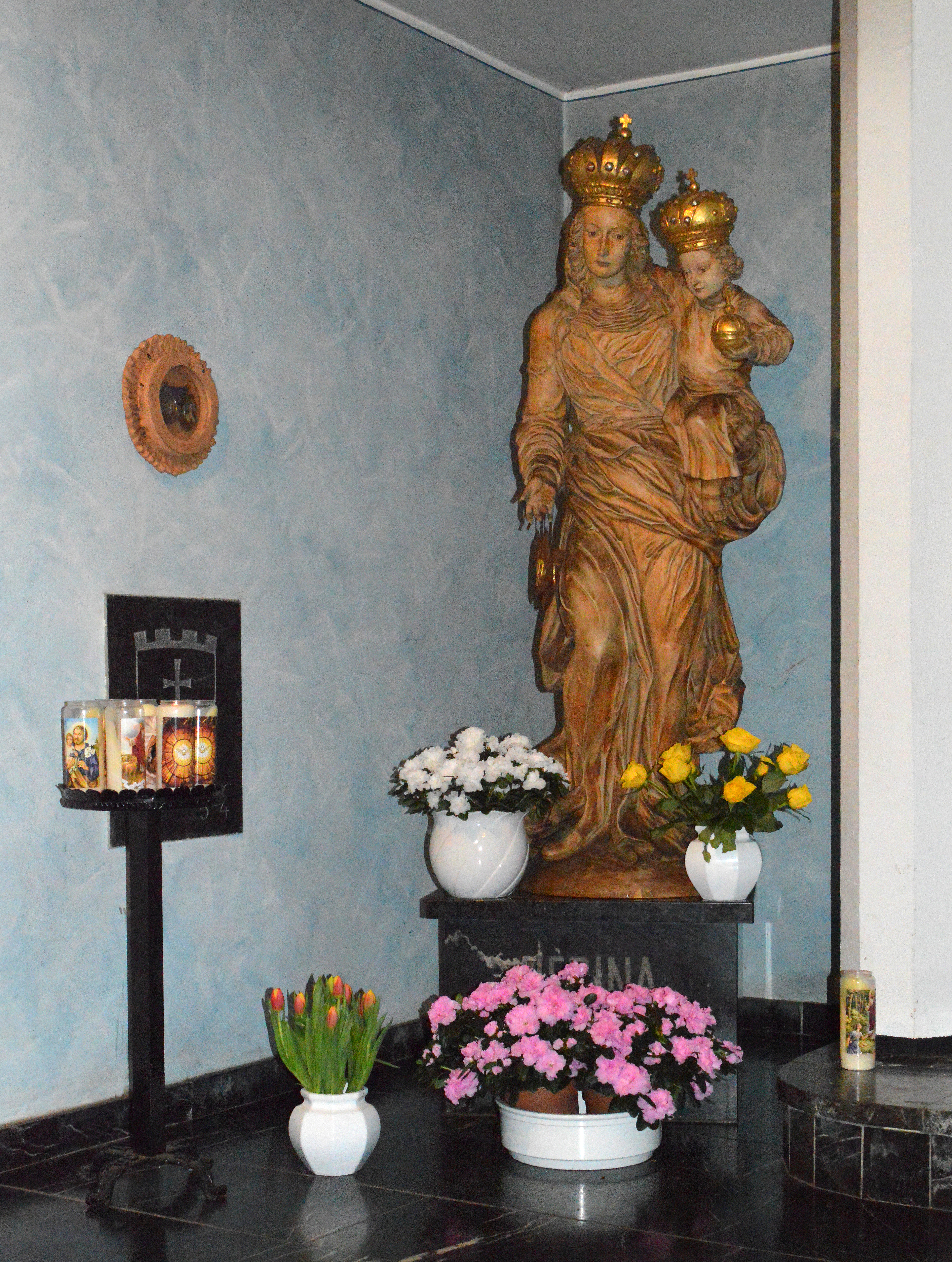
Skulptur der Namenspatronin
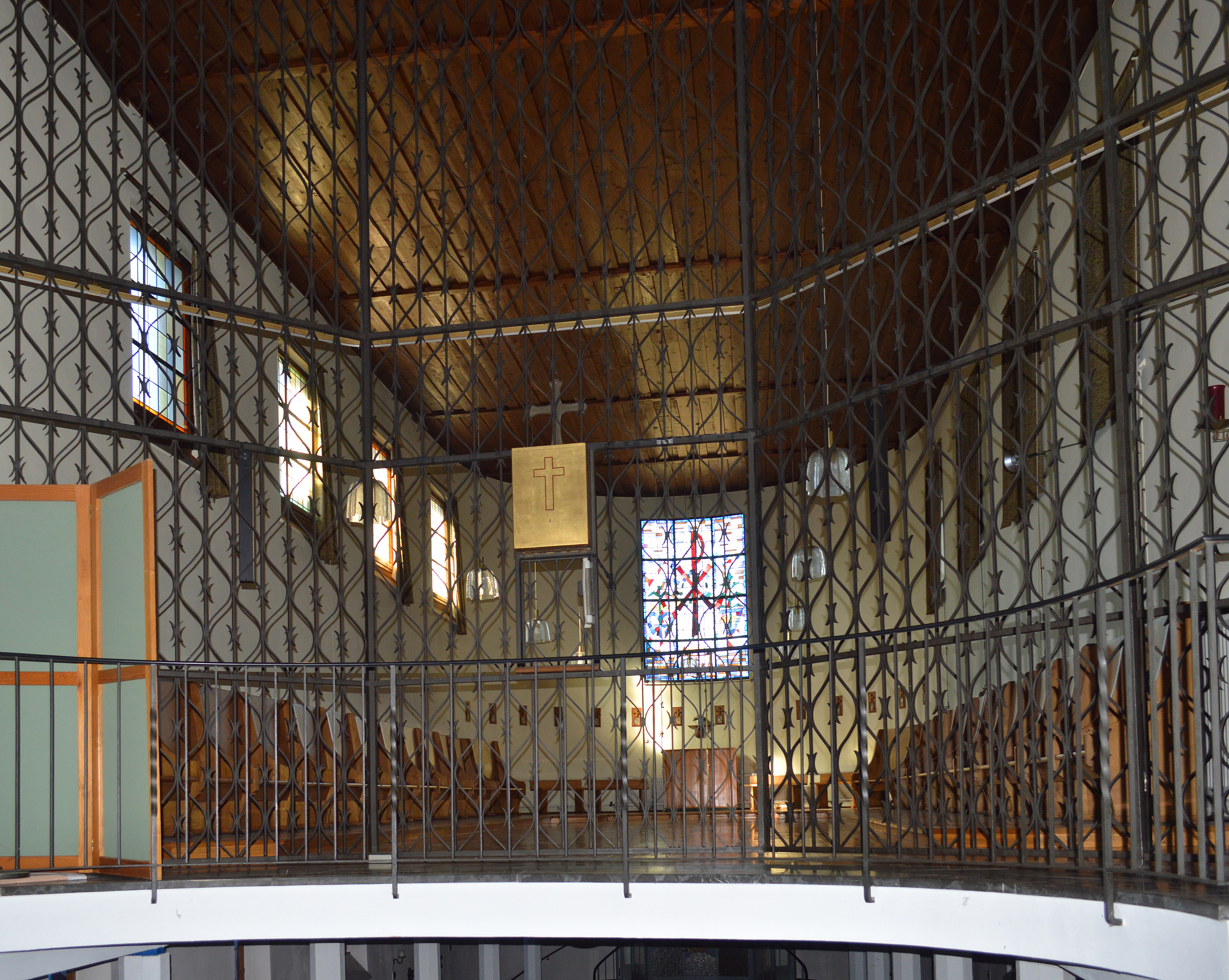
Kapitelsaal

Am 10. Januar 2006 hob die Ordenskongregation der römischen Kurie das Kloster auf. Die beiden verbliebenen Schwestern Katharina und Regina setzten sich jedoch zur Wehr und kämpften mit juristischen Mitteln gegen die beabsichtigte Räumung. Im Jahr 2016 verließ Schwester Katharina das Kloster, das nunmehr ebenso wie der „Karmelitinnen e. V. Zweifall“ aufgelöst und fortan von einem Liquidator geleitet wurde. Zuletzt lebte und wirtschaftete nur noch Sr. Maria Regina in den Klosterräumen, die Zweifall im Dezember 2022 endgültig verließ, nachdem zuvor Ende November 2022 die dortige Kapelle entwidmet worden war.

### Museumssägewerk

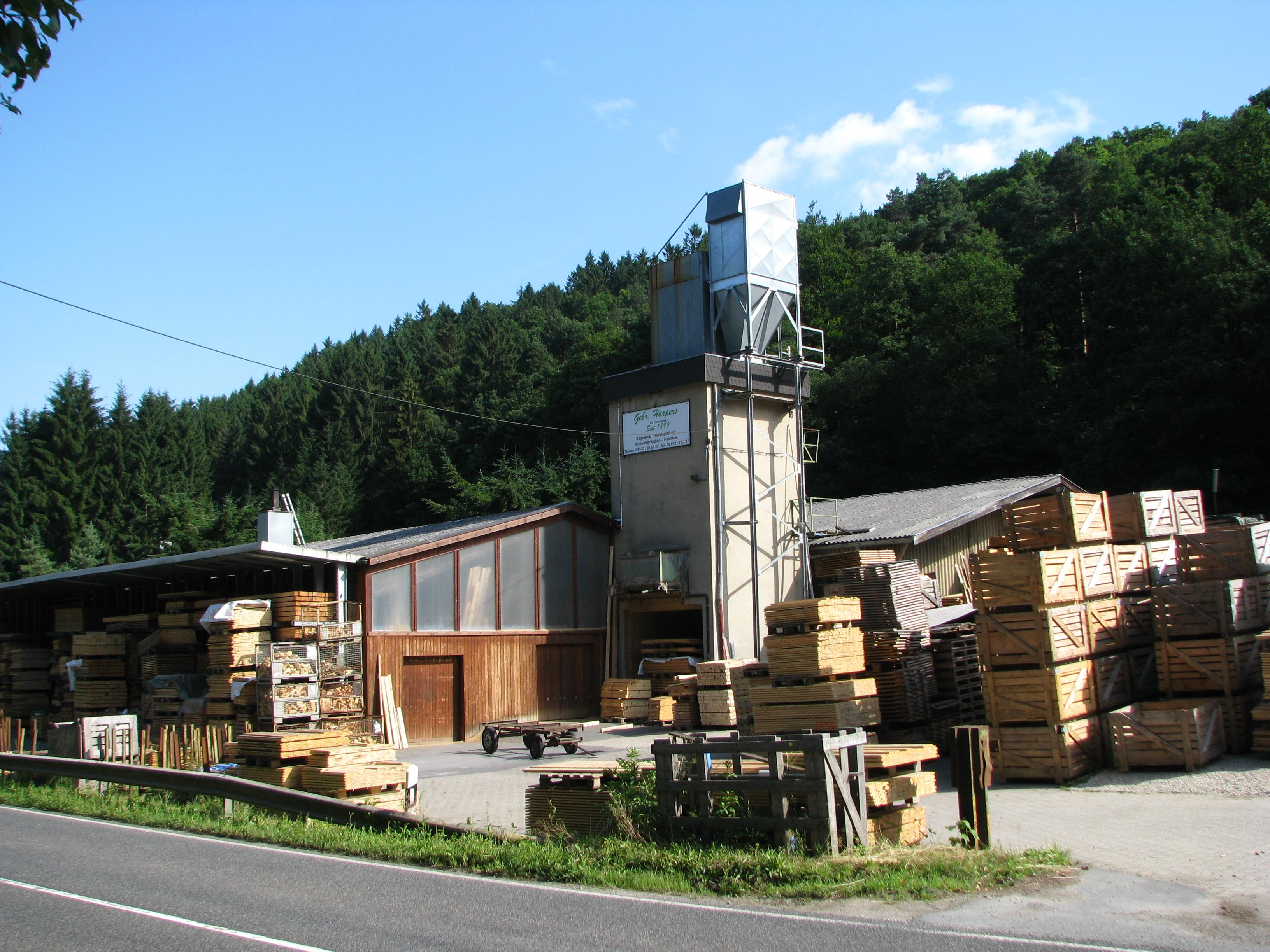
Noch heute ist das Ortsbild durch holzverarbeitendes Gewerbe geprägt

Am Ortsrand befindet sich seit März 2009 ein Museumssägewerk. Es zeigt historische Werkzeuge aus der Waldarbeit und demonstriert der Öffentlichkeit historische Sägewerkstechnik.

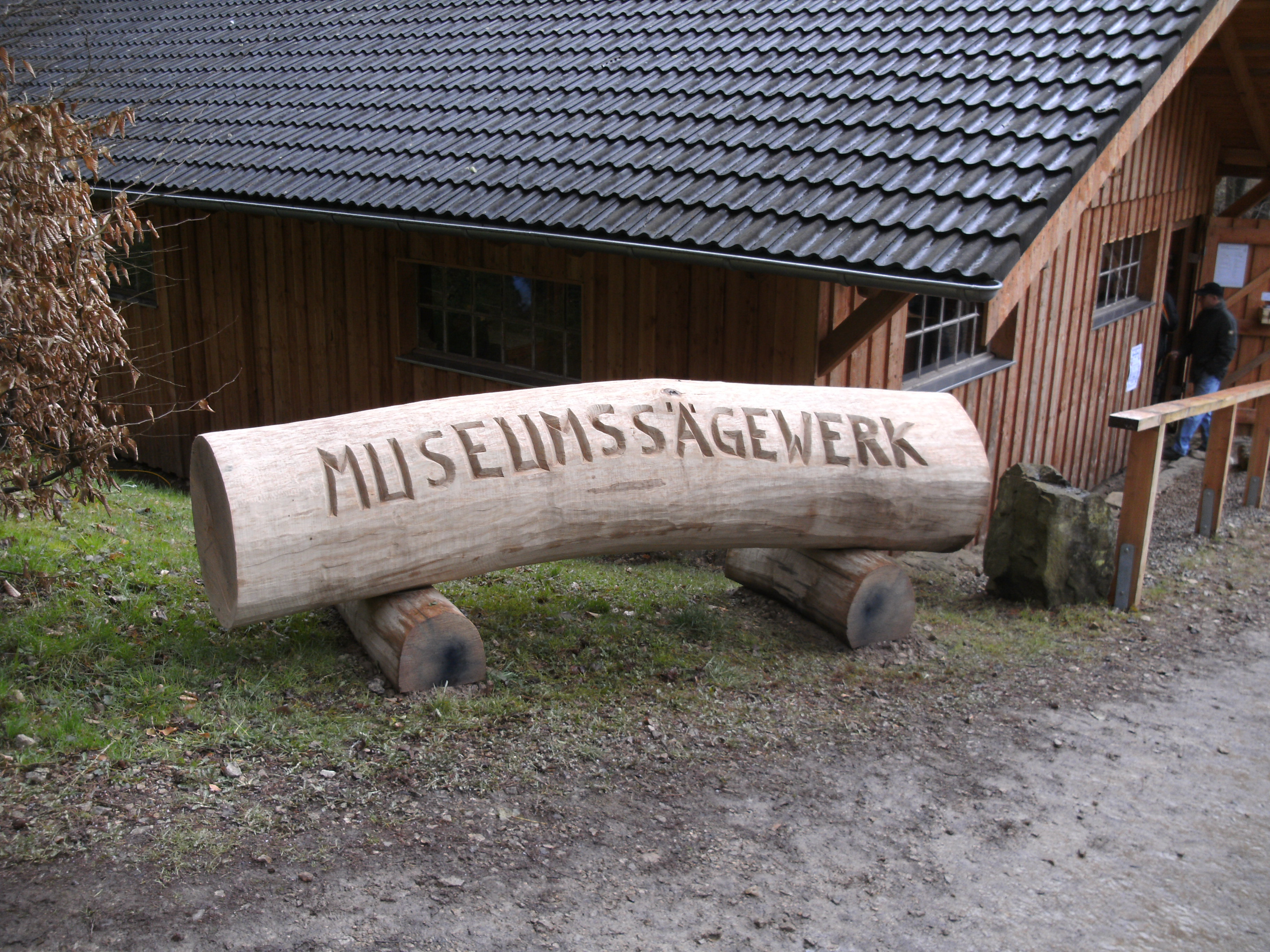
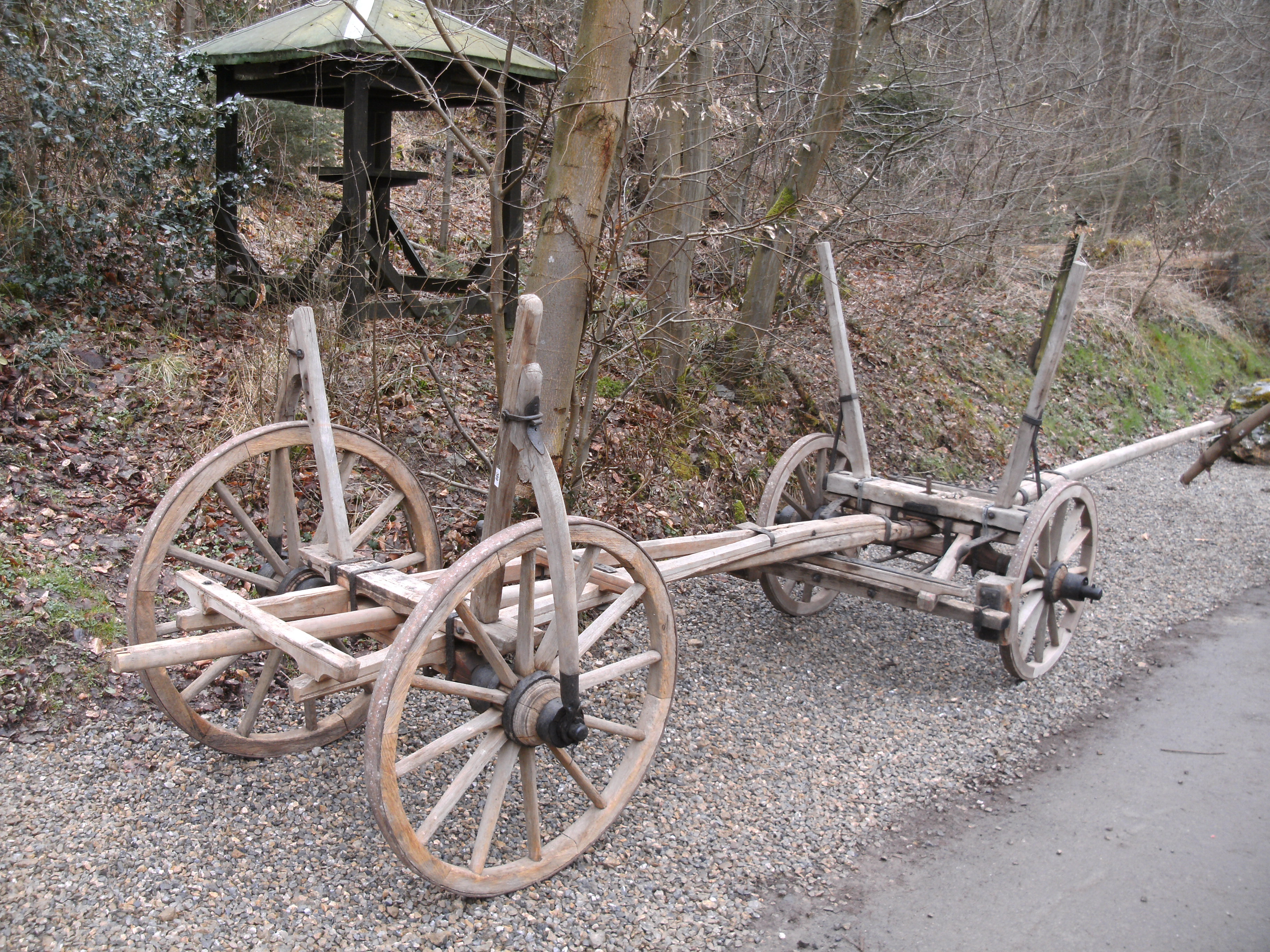
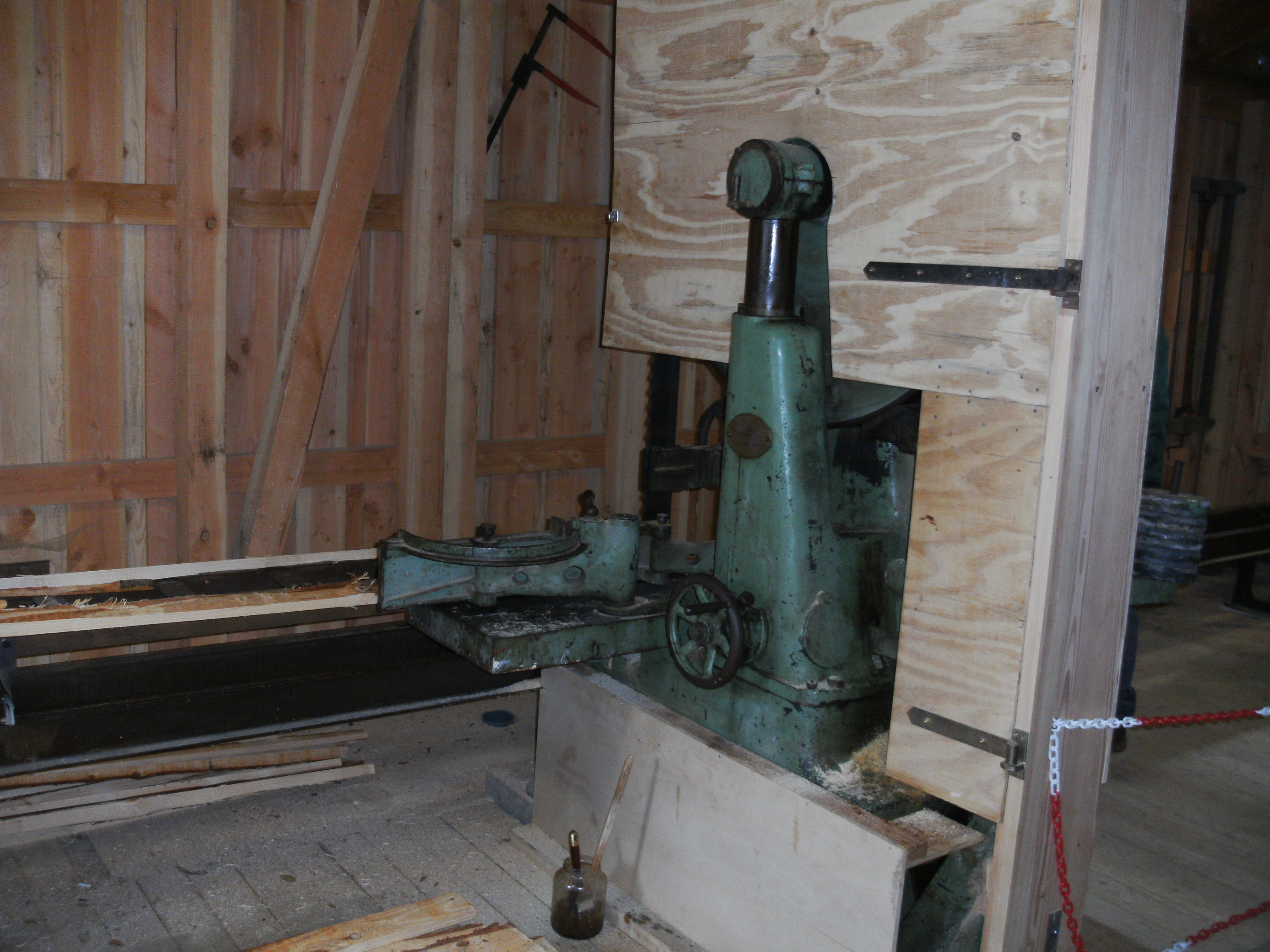

- Video

### Wanderwege und Naturdenkmäler
Für Wanderer lohnen sich der Waldlehrpfad im Solchbachtal und der Naturlehrpfad Roggenläger. Industriehistorisch interessant ist darüber hinaus der 1989 von der Ortsgruppe Zweifall des Eifelvereins ausgeschilderte Wanderweg „Vichttaler Eisenwerke“, der nahezu sämtliche Standorte ehemaliger Eisenwerke zwischen Mulartshütte und Vicht miteinander verbindet.
Naturdenkmäler in und um Zweifall sind eine Esche auf dem evangelischen Friedhof und eine Gruppe Lagerfichten am Ufer des Hasselbachs (Im Jagen 113).

## Verkehr
Die AVV-Buslinien 8, 42 und 58 der ASEAG verbinden Zweifall mit Breinig, Vicht, Stolberg und darüber hinaus.
| Linie | Verlauf |
| ----- | --- |
| 8     | Zweifall – Münsterau – Vicht – Bernardshammer – Binsfeldhammer – Stolberg Altstadt – Stolberg Mühlener Bf – Velau – Steinfurt – Siedlung Waldschule – Pumpe-Stich – Röthgen – Talbahnhof/Raiffeisenplatz – Krankenhaus – Eschweiler Bushof                                                 |
| 42    | (Schevenhütte →) Gressenich Kapelle – Krewinkel – Mausbach – Fleuth – / (Zweifall – Münsterau –) Vicht – Breinigerberg – Breinig – Dorff – Büsbach – Liester – Münsterbusch – Zinkhütter Hof – Stolberg Mühlener Bf – (Velau – Stolberg Hbf) / (Birkengang – Stolberg Hans-Böckler-Straße) |
| 58    | Eschweiler Bushof – Eschweiler Hbf. |

Zwischen 1910 und 1961 war Zweifall Endstation einer Strecke der Straßenbahn Aachen. Zuletzt verkehrte bis 1959 die Linie 8 zwischen Zweifall und dem Stolberger Hauptbahnhof, danach fuhren Straßenbahnen ergänzend zum Bus während der Hauptverkehrszeit noch zwei Jahre zwischen Zweifall und Stolberg Markt. Die Endhaltestelle der eingleisigen Strecke lag westlich der Vichtbrücke im Bereich der heutigen Bushaltestelle Zweifall, Brücke.
Für den Individualverkehr ist Zweifall durch die Landstraßen L 24 (von Nordwesten nach Südosten) und L 238 (von Norden nach Südwesten) erschlossen. Die nächste Autobahnanschlussstelle ist Aachen-Brand an der A 44.

## Vereine
- Ältester Verein des Ortes ist die St. Sebastianus Schützenbruderschaft 1824 Zweifall e. V.[41]
- 1907 gründete sich die Freiwillige Feuerwehr Zweifall, die heute eine Löschgruppe innerhalb des 4. Löschzuges der Freiwilligen Feuerwehr Stolberg darstellt.
- Seit 1909 besteht eine Zweifaller Ortsgruppe des Eifelvereins.[42]
- 1950 gründete sich der Karnevalsverein KG Zweifaller Karneval 1950 e. V.
- Im Jahr 1977 wurde der Tennisverein „TC Zweifall e. V.“ gegründet, der seit 1981 im Ortsteil Finsterau seine sportliche Heimat hat. Die im Wald gelegene Platzanlage verfügt über 4 Aschenplätze.[43]
- 1985 schlossen sich verschiedene Freunde der Country & Western Musik und insbesondere der Country & Western Tänze in dem Verein „Copper City Pioneers“ zusammen. Seit 2003 entsteht auf dem Vereinsgelände an der Jägerstraße 74 eine kleine, nachgebildete Westernstadt.[44]
- 2008 konstituierte sich der Förderverein Museumssägewerk Zweifall e. V. der in Kooperation mit dem Regionalforstamt Rureifel-Jülicher Börde das Zweifaller Museumssägewerk (siehe weiter oben) betreibt.
- Ebenfalls 2008 ging der VfL 08 Vichttal 1927/1937 e. V. aus einer Fusion des VfL Zweifall mit dem benachbarten VfB Vicht hervor. Seit dem Sommer 2011 verfügt der VfL 08 Vichttal auf seinem Vereinsgelände, dem Sportpark Dörenberg, über einen Kunstrasenplatz sowie über ein Kunstrasenkleinspielfeld auf Stolberger Stadtgebiet.

## Persönlichkeiten
- Dietrich Tzwyvel, Mathematiker, Astronom, Musiktheoretiker und Buchdrucker. Humanist des 16. Jahrhunderts, der in Münster lebte und wirkte. Seinen Nachnamen wählte er in der Fremde nach seinem Heimatort in der damaligen Schreibweise. Im Wappen führte er eine Zwiebel, die nur phonetisch, nicht sinnhaft mit dem Namen in Verbindung steht
- Johann Bendel (1863–1947), Lehrer und Historiker, in Zweifall geboren
- Walter Plata (1925–2005), Graphischer Gestalter, Schriftsetzer und Typograf, lebte einige Jahre in Zweifall und ist auf dem dortigen Friedhof beerdigt
- Gerda Zuleger-Mertens (* 1951), in Zweifall lebende niederländische Künstlerin